# Derby di Torino
(Giovanni Arpino)

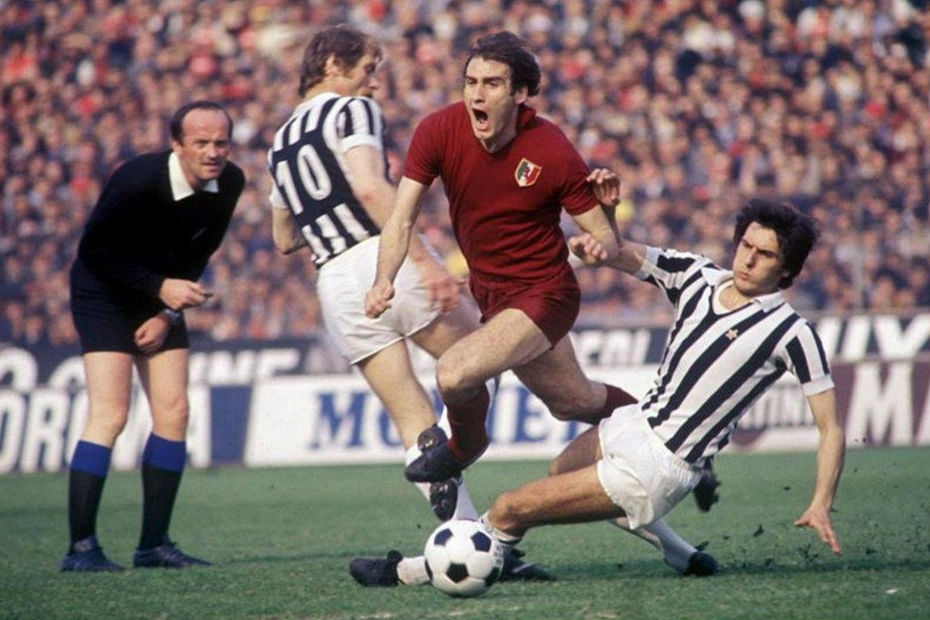
Il torinista Graziani alle prese con gli juventini Scirea e Benetti nel derby del 3 aprile 1977 al Comunale: le due squadre, in lotta fino all'ultima giornata per una corsa-scudetto chiusa a punteggi record, furono le «dominatrici incontrastate» di quel campionato, vinto poi dalla Juventus e ricordato tra gli apici della rivalità calcistica torinese.

Il derby di Torino è la stracittadina calcistica che mette di fronte le squadre di Juventus e Torino, le due principali società del capoluogo piemontese. La sfida, colloquialmente detta anche derby della Mole in riferimento alla Mole Antonelliana, simbolo architettonico di Torino, è la prima stracittadina del calcio italiano nonché il più longevo incontro tra squadre con sede nella stessa città finora disputato.
Primo incontro calcistico trasmesso in diretta radiofonica in Italia, la sfida mette di fronte due club con un'evoluzione storica e caratteristiche societarie molto diverse tra loro ma ciononostante con forti legami col capoluogo sabaudo, avendo rappresentato fino al primo dopoguerra la contrapposizione di due classi sociali opposte. La Juventus, fondata nel 1897 da studenti di un prestigioso liceo torinese, divenne presto affine alla borghesia cittadina soprattutto dopo il duraturo legame con la famiglia Agnelli, iniziato nel 1923, periodo in cui venne sostenuta anche dall'aristocrazia del luogo. Il Torino nacque invece nel 1906 da una scissione in seno alla stessa Juventus, a opera di soci bianconeri dissidenti che unirono le forze con un'altra formazione della città, la Torinese fondata nel 1894, individuando il loro bacino di riferimento nell'allora acerbo mondo operaio. Negli anni 60 e 70 tali differenze si erano già considerevolmente attenuate, anche in conseguenza dei grandi flussi migratori verso Torino iniziati circa quarant'anni prima, senza tuttavia scomparire: la Juve perse gran parte dei suoi connotati campanilistici per divenire un fenomeno sportivo globale, con un sostegno slegato da classi sociali e diffuso a carattere nazionale oltreché su scala mondiale mentre, inversamente, il Toro si fece sempre più portatore di uno spirito cittadino. In ragione al citato dualismo, come riflesso dell'evoluzione socioeconomica torinese durante il Novecento, il derby è stato spesso visto come l'incontro tra le due diverse identità della città nonché due modi opposti ma complementari d'interpretare lo sport.
I colori sociali delle due formazioni contribuiscono anch'essi a marcare, in piccola parte, questa distinzione: i bianconeri, nati rosanero, attinsero ben presto alle casacche del Notts County giunte dall'Inghilterra, mentre per i granata l'origine è più incerta, da un omaggio del suo fondatore Alfred Dick agli svizzeri del Servette, alla tinta della "Brigata Savoia" che due secoli prima aveva liberato l'allora capitale del Ducato di Savoia. Entrambe, come massimo sfoggio di "torinesità", mostrano o hanno mostrato all'interno dei rispettivi scudi il toro furioso preso dall'araldica cittadina: la Juventus quale vincolo con le proprie origini, mentre il Torino come icona societaria vera e propria.

## Storia

### Origini

Una fase di Torino-Juventus del 13 gennaio 1907, il primo «derbies» tra granata e bianconeri

I derby tra le due maggiori squadre torinesi iniziarono a essere disputati nel 1907; il primo incontro, datato 13 gennaio e andato in scena sul campo del Velodromo Umberto I, rappresentò anche la prima partita ufficiale giocata dal Torino, vittorioso per 2-1. La rivalità fu sin dagli albori caratterizzata dall'origine stessa della compagine granata, nata l'anno prima in seguito alla rifondazione della Torinese proprio per volontà di alcuni soci dissidenti della Juventus, tra cui l'ex presidente bianconero e maggior finanziatore del nuovo club, il borghese svizzero Alfred Dick. Le cronache di quella prima sfida narrano di un gustoso aneddoto: per "vendetta" qualcuno riuscì a chiudere a chiave Dick negli spogliatoi, costringendolo così a intuire l'andamento della gara dai commenti del pubblico presente. Da allora, la stracittadina non si è disputata nei campionati italiani per sole tredici volte, per via delle dodici stagioni del Torino in Serie B e dell'unica della Juventus, dopo i verdetti della giustizia sportiva nello scandalo del calcio italiano del 2006.
In precedenza, prima della nascita dei granata, i bianconeri avevano disputato vari derby in massima serie con altre squadre cittadine oggi scomparse quali la già citata Torinese, la Ginnastica Torino, l'Audace Torino e il Pastore. Inoltre, nelle prime due edizioni del campionato italiano di calcio, gli originali «derbies» di Torino erano intesi quelli giocati tra Torinese, Ginnastica Torino e Internazionale Torino prima che quest'ultima si fondesse, nel 1900, con la stessa Torinese.

### Dalla Juve del Quinquennio al Grande Torino

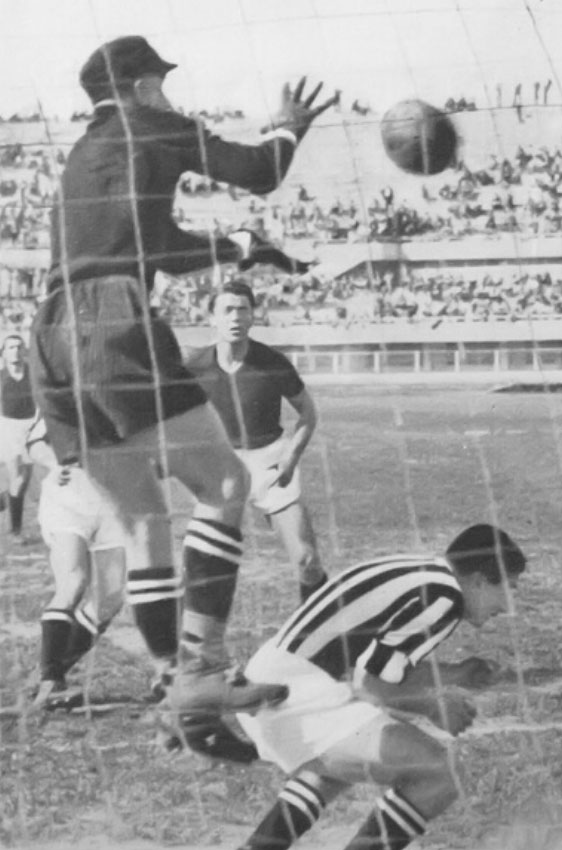
Una fase della finale di ritorno della Coppa Italia 1937-1938

Nei primi decenni di storia, in seguito alle diverse fortune societarie, la rivalità nel derby torinese assunse anche dei tratti sociali: il Torino prese a rappresentare generalmente il proletariato, mentre la Juventus, soprattutto col passaggio nel 1923 sotto l'egida della famiglia Agnelli, la borghesia. Ciò nonostante all'inizio del XX secolo furono i granata a dar vita a un primo ciclo vincente nel derby; in particolare tra il 1912 e il 1914, nello spazio di tre incontri il Torino della famiglia Fino sommerse i rivali bianconeri sotto un pesante "cappotto" di 23 reti totali – in cui spiccò la più pesante sconfitta della storia juventina, lo 0-8 maturato il 17 novembre 1912. Gli anni 20 si segnalarono invece per un primo predominio della Juventus, che lasciò ai rivali tre sole vittorie su venti partite.
Il decennio seguente, quello degli scudetti della Juve del Quinquennio, vide di riflesso una netta prevalenza bianconera nel derby con un'imbattibilità di quindici match tra il 1928 e il 1936. Nella prima metà degli anni 30, inoltre, la stracittadina passò alla storia sul versante mediatico: la 29ª edizione dell'incontro, disputatasi allo stadio di Corso Marsiglia il 15 maggio 1932, fu infatti il primo evento calcistico trasmesso in diretta radiofonica nazionale dall'EIAR, con la voce di Nicolò Carosio.
Il derby di Torino dovette attendere la stagione 1937-1938 per tornare alla ribalta sportiva, quando la sfida arrivò a valere la Coppa Italia: nella prima volta in cui una stracittadina assurse a finale della maggiore coppa nazionale – un fatto in seguito ripetutosi solo in altre due occasioni, nel 1977 a Milano e nel 2013 a Roma –, la Juventus si aggiudicò per la prima volta il trofeo sconfiggendo il Torino sia all'andata sia al ritorno.

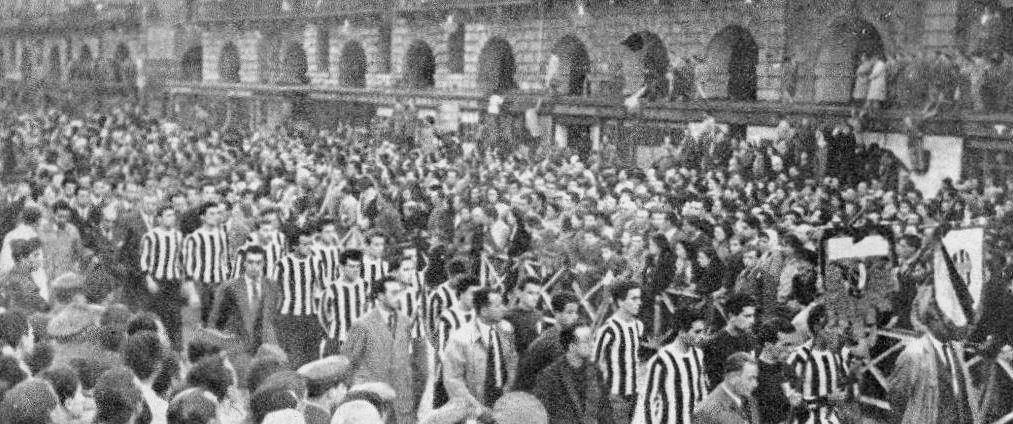
La Juventus partecipa il 6 maggio 1949 ai funerali del Grande Torino, scomparso due giorni prima nella tragedia di Superga

I granata si rifecero ampiamente nel corso degli anni 40, quando sotto la presidenza Novo nacque una squadra di campioni capitanati da Valentino Mazzola e passati alla storia del calcio italiano sotto il nome di Grande Torino; un rilancio sportivo partito nel 1941 quando il derby cittadino si spostò dal campo al calciomercato, con il Torino capace di strappare alla rivale Juventus il bomber Gabetto. Un ciclo tragicamente conclusosi nel 1949 con la tragedia di Superga e il conseguente impoverimento tecnico della formazione torinista, e che lasciò strada negli anni 50 a un altro periodo favorevole alle tinte bianconere, culminato nella stracittadina del 20 aprile 1952 vinta per 6-0 da Boniperti e compagni.

### Gli anni delboom
Gli anni 60 si aprirono per il derby torinese con la finale per il terzo posto della Coppa Italia 1960-1961, che vide la Juventus vittoriosa sul Torino ai tiri di rigore.
Frattanto sul versante sociale, con il contemporaneo e massiccio fenomeno migratorio dal Meridione alle fabbriche del Nord, in essere fin dagli anni 20 ma accentuatosi a dismisura durante il cosiddetto boom economico, a Torino erano arrivati dal Sud tanti tifosi della Juventus che, essendo posseduta dagli Agnelli, dinastia tra i simboli dell'aristocrazia nazionale e già proprietaria della FIAT, era anche vista per l'appunto come "la squadra della FIAT" o "del padrone" – pur se la stessa società granata, durante la Resistenza, godette a sua volta della protezione da parte della summenzionata casa automobilistica. Proprio il Torino, a partire dagli stessi decenni, sembrò invece rappresentare lo spirito originario piemontese, con l'intento di ergersi da allora a difesa della più pura "torinesità" (seppur, come accennato in precedenza, nacque quasi un decennio dopo i bianconeri). Differenze che ancora oggi permangono, anche se meno accese di un tempo.

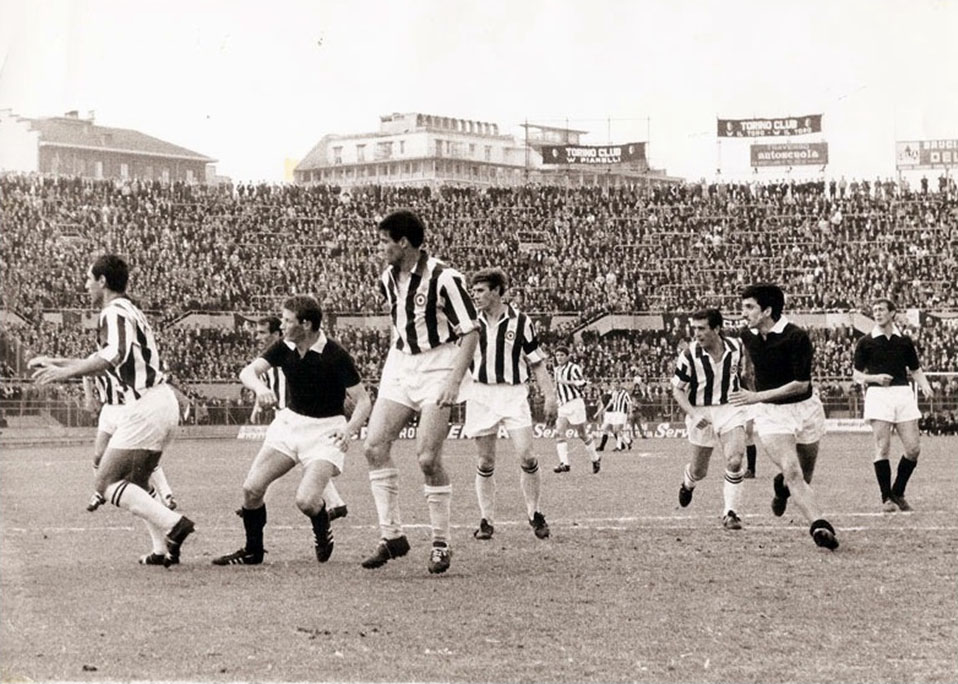
Il libero juventino Salvadore tra i torinisti Schütz (a sinistra) e Meroni (a destra) nella stracittadina del 3 aprile 1966

E con bianconeri e granata che in questo decennio affrontarono entrambi dei periodi interlocutori, cedendo il passo al calcio milanese, a ergersi a protagonisti della stracittadina furono proprio i tifosi degli opposti schieramenti. Esemplare quanto accadde nel 1967, quando Gianni Agnelli tentò di portare in maglia bianconera l'idolo granata Meroni: quando «mister mezzo miliardo» pareva ormai un calciatore juventino, solo le vibranti proteste di piazza dei supporter torinisti, riversatesi perfino nelle linee di montaggio della FIAT – dove la manodopera di fede granata, in risposta all'operazione di mercato, arrivò a sabotare le vetture degli Agnelli –, fecero tramontare il clamoroso cambio di casacca.

### Anni 70 e 80
Con l'entrata negli anni 70, si radicarono stabilmente nell'immaginario della stracittadina torinese due idee di calcio che da allora riflettono lo stile di gioco caratteristico della regione: l'«orgoglio gobbo» della Juventus contro il «cuore» o «tremendismo» del Torino; quest'ultimo un concetto basato sulla grande aggressività – spesso superiore alla loro media stagionale – messa in campo dai granata a ogni derby, sia da parte dei giocatori in campo sia dei tifosi sugli spalti.

Il bianconero Anastasi tenta una sortita in area avversaria, accerchiato dai granata Agroppi, Fossati, Zecchini e Cereser, nel derby del 4 marzo 1973

In questo decennio si assistette infatti al ritorno in auge del Torino, che quasi monopolizzò la sfida arrivando a lasciare la Juventus a digiuno di vittorie per 10 partite, dal dicembre del 1973 alla primavera del 1979; gli stessi granata, nel pieno dell'era Pianelli, stabilirono nel frattempo il loro primato di quattro vittorie consecutive nei derby di campionato a girone unico, a cavallo tra il 1975 e il 1976.
Per via della competitività raggiunta da Juventus e Torino a metà degli anni 70, la stracittadina torinese emerse come la sfida-scudetto di riferimento del tempo. All'inverso, il decennio seguente continuò sì a proporre derby di alto livello e soprattutto equilibrati, tuttavia si ebbero i primi sentori delle difficoltà societarie in cui, negli anni seguenti, ciclicamente incapperà il club granata.
Fatto sta che ancora nella prima metà degli anni 80, un Torino pur in fase calante fu ancora capace di contrastare con successo una Juventus, al contrario, in uno dei periodi più floridi della sua storia; su tutti la sfida del 27 marzo 1983 quando i granata, sotto 0-2, intorno al 75' ribaltarono repentinamente il risultato segnando tre reti in poco più di tre minuti. Anche i bianconeri dimostrarono a loro volta in questa fase storica una certa verve nelle stracittadine, come nell'incontro del 7 marzo 1982 quando, sotto di due reti dopo poco più di venti minuti, rimontarono le sorti della gara nel giro di un quarto d'ora fino al 4-2 finale.

Lo juventino Cabrini si oppone in scivolata al torinista Zaccarelli nella sfida del 18 novembre 1984 al Comunale

Nella seconda metà del decennio si segnalò più di tutte l'annata 1987-1988, che vide il derby torinese andare in scena per ben 5 volte – tuttora un record stagionale –, per giunta nell'arco di appena cinque mesi: due a testa in Serie A e in Coppa Italia, più uno spareggio per l'accesso alla Coppa UEFA che chiuse la stagione, e che premiò la Juventus ai rigori. Considerando invece l'anno solare, il 1988 vide la disputa di 6 stracittadine in totale, anch'esso un primato.
Il campionato 1988-1989 vide il Torino retrocedere in Serie B dopo quasi trent'anni, segnando di fatto uno spartiacque nella storia della stracittadina, con i bianconeri che cominciarono ad ampliare sempre più la forbice nei confronti dei granata.

### Dagli anni 90 in poi
Seppur nei primi anni 90 un redivivo Torino parve poter tornare a nutrire ambizioni di alto livello e, di riflesso, a dire la sua anche nei derby, tuttavia a posteriori ciò si rivelò solo un fuoco di paglia.
A partire dalla metà del decennio in poi, infatti, la Juventus assurse stabilmente a favorita d'obbligo della stracittadina, cominciando a infliggere regolarmente pesanti passivi ai granata, a cominciare dal 5-0 del 3 dicembre 1995. Una situazione che l'ha portato a essere definito «il derby più squilibrato d'Italia» e che, sul piano più sociologico che calcistico, ha visto le difficoltà granata assimilate a quelle di altre realtà sportive torinesi legate prettamente all'ambito cittadino, in linea con un generale declino economico-sociale di Torino in essere dagli anni 80 in poi; l'unica eccezione è rimasta per l'appunto la Juventus, mantenutasi sui suoi storici standard anche grazie all'essere il «gioiello di famiglia» degli Agnelli. A ciò si aggiunse, sul piano pratico, una momentanea rarefazione della sfida a cavallo degli anni 90 e 2000, principalmente per la scarsa competitività di un Torino più volte relegato tra i cadetti, nonché per alcune vicende economico-giudiziarie che tra il 2005 e il 2006 colpirono ambedue le squadre.

Il capitano granata Rizzitelli e quello bianconero Vialli prima della stracittadina del 3 dicembre 1995 al Delle Alpi

Ciò nonostante, una squadra granata in disarmo fu ugualmente capace di dare filo da torcere ai più blasonati rivali bianconeri: su tutti viene ricordato il derby del 14 ottobre 2001 in cui i granata, in svantaggio per 0-3 all'intervallo, rimontarono fino al 3-3 approfittando anche del calcio di rigore fallito nel finale dallo juventino Salas (e che avrebbe dato la vittoria alla sua squadra), per via di una "buca" scavata di soppiatto dal torinista Maspero sul dischetto; una furbata in qualche modo "vendicata" da parte bianconera nella partita di ritorno di quello stesso campionato 2001-2002, decisa similmente allo scadere, e in cui Maresca festeggiò il gol del definitivo 2-2 mimando irriverentemente, a mo' di scherno, le corna di quel toro rampante simbolo del club granata ed esultanza tipica dell'allora capitano torinista Ferrante.
Fatto sta che l'inizio del III millennio ha visto un netto prevalere della Juventus sul Torino, tanto che questi ultimi hanno dovuto attendere il 26 aprile 2015 per interrompere un digiuno di vittorie che perdurava da ben venti anni e diciassette giorni; dalla sfida del 24 febbraio 2002 a quella del 30 novembre 2014, inoltre, ancora i granata hanno attraversato un'astinenza sottorete durata oltre dodici anni. Infine, ulteriore e più recente motivo di sfottò del tifo bianconero verso i rivali cittadini è rappresentato dalle sfide del 30 settembre 2007, 30 novembre 2014 e 31 ottobre 2015, vinte grazie alle reti, rispettivamente di Trezeguet, Pirlo e Cuadrado, arrivate tutte a una manciata di secondi dal fischio finale.

## Risultati

### Partite ufficiali
| Nº  | Data       | Stadio                             | Competizione                  | Casa               | Risultato       | Trasferta          | Marcatori Juventus                                             | Marcatori Torino                                                                              | #   | Referto | Arbitro                   | Spettatori |
| --- | ---------- | ---------------------------------- | ----------------------------- | ------------------ | --------------- | ------------------ | -------------------------------------------------------------- | --------------------------------------------------------------------------------------------- | --- | ------- | ------------------------- | ---------- |
| 1   | 13/01/1907 | Velodromo Umberto I                | Prima Categoria 1907          | Torino             | 2 - 1           | Juventus           | Borel (rig.)                                                   | Ferrari-Orsi Kämpfer                                                                          | 1   | Referto | Pasteur di Genova         |            |
| 2   | 03/02/1907 | Campo Piazza d'Armi                | Prima Categoria 1907          | Juventus           | 1 - 4           | Torino             | Borel (rig.)                                                   | Kämpfer (4)                                                                                   | 2   | Referto | Spensley di Genova        |            |
| 3   | 10/01/1909 | Velodromo Umberto I                | Prima Categoria 1909          | Torino             | 1 - 0           | Juventus           |                                                                | Capra II                                                                                      | 3   | Referto | Meazza di Milano          |            |
| 4   | 17/01/1909 | Stadio di Corso Sebastopoli        | Prima Categoria 1909          | Juventus           | 3 - 1           | Torino             | Frey Borel (2)                                                 | Capra II                                                                                      | 4   | Referto | Goodley di Torino         |            |
| 5   | 24/01/1909 | Velodromo Umberto I                | Prima Categoria 1909          | Torino             | 1 - 0           | Juventus           |                                                                | Zuffi I                                                                                       | 5   | Referto | Radice di Milano          |            |
| 6   | 07/11/1909 | Stadio di Corso Sebastopoli        | Prima Categoria 1909-1910     | Juventus           | 1 - 3           | Torino             | Balbiani                                                       | Lang Ghiglione Zuffi I                                                                        | 6   | Referto | Gama di Milano            |            |
| 7   | 21/11/1909 | Velodromo Umberto I                | Prima Categoria 1909-1910     | Torino             | 0 - 3           | Juventus           | Frey (2) Barberis                                              |                                                                                               | 7   | Referto | Radice di Milano          |            |
| 8   | 26/02/1911 | Campo Piazza d'Armi                | Prima Categoria 1910-1911     | Torino             | 2 - 1           | Juventus           | Maffiotti                                                      | Caldelli Capello                                                                              | 8   | Referto | Magni di Milano           |            |
| 9   | 02/04/1911 | Stadio di Corso Sebastopoli        | Prima Categoria 1910-1911     | Juventus           | 1 - 3           | Torino             | Corbelli                                                       | Capra II (2) Capello                                                                          | 9   | Referto | Moda di Milano            |            |
| 10  | 08/10/1911 | Campo Piazza d'Armi                | Prima Categoria 1911-1912     | Torino             | 2 - 1           | Juventus           | Bona                                                           | Capra II Bachmann I                                                                           | 10  | Referto | Calì di Genova            |            |
| 11  | 10/12/1911 | Stadio di Corso Sebastopoli        | Prima Categoria 1911-1912     | Juventus           | 1 - 1           | Torino             | Reynert                                                        | Dorando                                                                                       | 11  | Referto | Gama di Milano            |            |
| 12  | 17/11/1912 | Stadio di Corso Sebastopoli        | Prima Categoria 1912-1913     | Juventus           | 0 - 8           | Torino             |                                                                | Mosso III (3) Mosso I (2) Ruffa (2) Debernardi I                                              | 12  | Referto | Valvassori di Torino      |            |
| 13  | 09/02/1913 | Campo Piazza d'Armi                | Prima Categoria 1912-1913     | Torino             | 8 - 6           | Juventus           | 20', 74' Ayers 28' Comte 65', 66', 82' Poggi                   | 7', 12', 41' Debernardi I 8', 87' Debernardi II 10' Mosso III 45' Bachmann II 52' (aut.) Bodo | 13  | Referto | Pasteur di Genova         |            |
| 14  | 25/10/1914 | Campo Stradale Stupinigi           | Prima Categoria 1914-1915     | Torino             | 1 - 1           | Juventus           | Boglietti I                                                    | Mosso I                                                                                       | 14  | Referto | Pasteur di Genova         |            |
| 15  | 29/11/1914 | Stadio di Corso Sebastopoli        | Prima Categoria 1914-1915     | Juventus           | 2 - 7           | Torino             | Giriodi Boglietti I                                            | Debernardi II (2) Mosso III (2) Tirone (2) Mosso I                                            | 15  | Referto | Pedroni di Milano         |            |
| 16  | 09/11/1919 | Campo Stradale Stupinigi           | Prima Categoria 1919-1920     | Torino             | 1 - 1           | Juventus           | 54' Ferraris                                                   | 32' Mosso III                                                                                 | 16  | Referto | Barnabò di Milano         |            |
| 17  | 21/12/1919 | Stadio di Corso Sebastopoli        | Prima Categoria 1919-1920     | Juventus           | 1 - 1           | Torino             | 70' Mattea                                                     | 5' Boglietti III                                                                              | 17  | Referto | Mauro di Milano           |            |
| 18  | 24/10/1920 | Campo Stradale Stupinigi           | Prima Categoria 1920-1921     | Torino             | 2 - 2           | Juventus           | 5' (aut.) Morando II 16' (aut.) Peruzzi II                     | 60', 75' Calvi                                                                                | 18  | Referto | Terzuolo di Genova        |            |
| 19  | 30/01/1921 | Stadio di Corso Sebastopoli        | Prima Categoria 1920-1921     | Juventus           | 0 - 2           | Torino             |                                                                | 54' Martin I 71' Mosso IV                                                                     | 19  | Referto | Barnabò di Milano         |            |
| 20  | 03/04/1927 | Campo Juventus                     | Divisione Nazionale 1926-1927 | Juventus           | 1 - 0           | Torino             | 16' Pastore                                                    |                                                                                               | 20  | Referto | Gama di Milano            |            |
| 21  | 05/06/1927 | Stadio Filadelfia                  | Divisione Nazionale 1926-1927 | Torino             | 2 - 1           | Juventus           | 44' Vojak                                                      | 55' Balacics 74' Libonatti                                                                    | 21  | Referto | Gama di Milano            |            |
| 22  | 06/05/1928 | Campo Juventus                     | Divisione Nazionale 1927-1928 | Juventus           | 1 - 4           | Torino             | 70' (rig.) Cevenini                                            | 22' Baloncieri 35', 55', 81' Libonatti                                                        | 22  | Referto | Carraro di Padova         |            |
| 23  | 01/07/1928 | Stadio Filadelfia                  | Divisione Nazionale 1927-1928 | Torino             | 1 - 2           | Juventus           | 25' Munerati 62' Rosetta                                       | 68' Libonatti                                                                                 | 23  | Referto | Gama di Milano            |            |
| 24  | 24/11/1929 | Stadio Filadelfia                  | Serie A 1929-1930             | Torino             | 0 - 0           | Juventus           |                                                                |                                                                                               | 24  | Referto | Lenti di Genova           |            |
| 25  | 27/04/1930 | Campo Juventus                     | Serie A 1929-1930             | Juventus           | 2 - 0           | Torino             | 19', 75' Cesarini                                              |                                                                                               | 25  | Referto | Dani di Genova            |            |
| 26  | 14/12/1930 | Campo Juventus                     | Serie A 1930-1931             | Juventus           | 2 - 0           | Torino             | 13' Munerati 26' Cesarini                                      |                                                                                               | 26  | Referto | Rovida di Milano          |            |
| 27  | 31/05/1931 | Stadio Filadelfia                  | Serie A 1930-1931             | Torino             | 1 - 1           | Juventus           | 27' Ferrari                                                    | 78' Libonatti                                                                                 | 27  | Referto | Dani di Genova            |            |
| 28  | 20/12/1931 | Stadio Filadelfia                  | Serie A 1931-1932             | Torino             | 0 - 0           | Juventus           |                                                                |                                                                                               | 28  | Referto | Carraro di Padova         |            |
| 29  | 15/05/1932 | Campo Juventus                     | Serie A 1931-1932             | Juventus           | 3 - 0           | Torino             | 16' Ferrari 23' Munerati 56' Cesarini                          |                                                                                               | 29  | Referto | Barlassina di Novara      |            |
| 30  | 04/12/1932 | Stadio Filadelfia                  | Serie A 1932-1933             | Torino             | 0 - 1           | Juventus           | 67' Borel                                                      |                                                                                               | 30  | Referto | Barlassina di Novara      |            |
| 31  | 30/04/1933 | Campo Juventus                     | Serie A 1932-1933             | Juventus           | 2 - 1           | Torino             | 27' Varglien 70' Borel                                         | 13' Busoni                                                                                    | 31  | Referto | Caironi di Milano         |            |
| 32  | 08/10/1933 | Stadio Municipale Benito Mussolini | Serie A 1933-1934             | Juventus           | 4 - 0           | Torino             | 12' Cesarini 37' Ferrari 47' Borel 90' Sernagiotto             |                                                                                               | 32  | Referto | Barlassina di Novara      |            |
| 33  | 18/02/1934 | Stadio Filadelfia                  | Serie A 1933-1934             | Torino             | 1 - 2           | Juventus           | 50' Borel 76' Varglien                                         | 64' Bo                                                                                        | 33  | Referto | Bevilacqua di Viareggio   |            |
| 34  | 21/10/1934 | Stadio Municipale Benito Mussolini | Serie A 1934-1935             | Juventus           | 1 - 1           | Torino             | 53' Borel                                                      | 6' Baldi                                                                                      | 34  | Referto | Scorzoni di Bologna       |            |
| 35  | 10/03/1935 | Stadio Filadelfia                  | Serie A 1934-1935             | Torino             | 1 - 3           | Juventus           | 72' Borel 77' Monti 79' (rig.) Orsi                            | 81' Bo                                                                                        | 35  | Referto | Gianelli di Genova        |            |
| 36  | 29/09/1935 | Stadio Filadelfia                  | Serie A 1935-1936             | Torino             | 2 - 2           | Juventus           | 28' Varglien 32' Monti                                         | 26' Galli 49' Silano                                                                          | 36  | Referto | Bevilacqua di Viareggio   |            |
| 37  | 02/02/1936 | Stadio Municipale Benito Mussolini | Serie A 1935-1936             | Juventus           | 2 - 1           | Torino             | 7' Gabetto 41' Cason                                           | 26' Bo                                                                                        | 37  | Referto | Ciamberlini di Genova     |            |
| 38  | 04/10/1936 | Stadio Municipale Benito Mussolini | Serie A 1936-1937             | Juventus           | 0 - 1           | Torino             |                                                                | 59' Galli                                                                                     | 38  | Referto | Mazzarini di Roma         |            |
| 39  | 07/02/1937 | Stadio Filadelfia                  | Serie A 1936-1937             | Torino             | 2 - 1           | Juventus           | 22' Menti                                                      | 6' Prato 64' Galli                                                                            | 39  | Referto | Ciamberlini di Genova     |            |
| 40  | 03/10/1937 | Stadio Filadelfia                  | Serie A 1937-1938             | Torino             | 1 - 1           | Juventus           | 10' Gabetto                                                    | 74' Baldi                                                                                     | 40  | Referto | Mazzarini di Roma         |            |
| 41  | 06/02/1938 | Stadio Municipale Benito Mussolini | Serie A 1937-1938             | Juventus           | 3 - 0           | Torino             | 48' Borel 81' Tomasi 85' De Filippis                           |                                                                                               | 41  | Referto | Scorzoni di Bologna       |            |
| 42  | 01/05/1938 | Stadio Filadelfia                  | Coppa Italia 1937-1938        | Torino             | 1 - 3           | Juventus           | 24', 85' Bellini 72' De Filippis                               | 35' D'Odorico                                                                                 | 1   | Referto | Mastellari di Bologna     |            |
| 43  | 08/05/1938 | Stadio Municipale Benito Mussolini | Coppa Italia 1937-1938        | Juventus           | 2 - 1           | Torino             | 27', 38' Gabetto                                               | 20' Baldi                                                                                     | 2   | Referto | Mastellari di Bologna     |            |
| 44  | 15/01/1939 | Stadio Filadelfia                  | Serie A 1938-1939             | Torino             | 3 - 2           | Juventus           | 43' Gabetto 56' Tomasi                                         | 18', 90' Gaddoni 75' Ferrero                                                                  | 42  | Referto | Ciamberlini di Genova     |            |
| 45  | 21/05/1939 | Stadio Municipale Benito Mussolini | Serie A 1938-1939             | Juventus           | 1 - 1           | Torino             | 68' Bellini                                                    | 75' Baldi                                                                                     | 43  | Referto | Dattilo di Roma           |            |
| 46  | 15/10/1939 | Stadio Filadelfia                  | Serie A 1939-1940             | Torino             | 1 - 2           | Juventus           | 40' Bellini 77' Gabetto                                        | 65' Petron                                                                                    | 44  | Referto | Soliani di Genova         |            |
| 47  | 18/02/1940 | Stadio Municipale Benito Mussolini | Serie A 1939-1940             | Juventus           | 1 - 1           | Torino             | 53' Tomasi                                                     | 14' Michelini                                                                                 | 45  | Referto | Dattilo di Roma           |            |
| 48  | 15/12/1940 | Stadio Filadelfia                  | Serie A 1940-1941             | Torino             | 2 - 0           | Juventus           |                                                                | 22' (aut.) Depetrini 81' Mascheroni                                                           | 46  | Referto | Dattilo di Roma           |            |
| 49  | 30/03/1941 | Stadio Municipale Benito Mussolini | Serie A 1940-1941             | Juventus           | 2 - 1           | Torino             | 9' Lushta 69' Gabetto                                          | 40' (aut.) Rava                                                                               | 47  | Referto | Biancone di Roma          |            |
| 50  | 14/12/1941 | Stadio Municipale Benito Mussolini | Serie A 1941-1942             | Juventus           | 3 - 0           | Torino             | 23', 80' Lushta 35' Bellini                                    |                                                                                               | 48  | Referto | Dellarole di Roma         |            |
| 51  | 26/04/1942 | Stadio Filadelfia                  | Serie A 1941-1942             | Torino             | 2 - 1           | Juventus           | 55' Colaneri                                                   | 23' Ferraris 41' Menti                                                                        | 49  | Referto | Zelocchi di Modena        |            |
| 52  | 18/10/1942 | Stadio Municipale Benito Mussolini | Serie A 1942-1943             | Juventus           | 2 - 5           | Torino             | 79' Bellini 90' (rig.) Sentimenti                              | 24' Ferraris 29', 52' Menti 61' Loik 82' Mazzola                                              | 50  | Referto | Barlassina di Novara      |            |
| 53  | 31/01/1943 | Stadio Filadelfia                  | Serie A 1942-1943             | Torino             | 2 - 0           | Juventus           |                                                                | 25' Piacentini 40' Ferraris                                                                   | 51  | Referto | Dattilo di Roma           |            |
| 54  | 13/02/1944 | Motovelodromo Corso Casale         | Campionato Alta Italia 1944   | Torino FIAT        | 5 - 0           | Juventus Cisitalia |                                                                | 25' Ferraris 56', 84' Gabetto 69', 75' Piola                                                  | 1   | Referto | Bertolio di Torino        |            |
| 55  | 16/04/1944 | Stadio Municipale Benito Mussolini | Campionato Alta Italia 1944   | Juventus Cisitalia | 0 - 0           | Torino FIAT        |                                                                |                                                                                               | 2   | Referto | Silvano di Torino         |            |
| 56  | 21/05/1944 | Stadio Municipale Benito Mussolini | Campionato Alta Italia 1944   | Juventus Cisitalia | 3 - 1           | Torino FIAT        | 39' Borel 66' Bellini 70' Santacroce                           | 52' Cadario                                                                                   | 3   | Referto | Mattea di Torino          |            |
| 57  | 18/06/1944 | Motovelodromo Corso Casale         | Campionato Alta Italia 1944   | Torino FIAT        | 3 - 3           | Juventus Cisitalia | 7', 90' Sentimenti 72' Spadavecchia                            | 1', 77' (rig.) Mazzola 47' Piola                                                              | 4   | Referto | Bertolio di Torino        |            |
| 58  | 14/10/1945 | Stadio Comunale di Torino          | Divisione Nazionale 1945-1946 | Juventus           | 2 - 1           | Torino             | 40' Magni 79' (rig.) Piola                                     | 44' Loik                                                                                      | 52  | Referto | Galeati di Bologna        |            |
| 59  | 19/03/1946 | Stadio Filadelfia                  | Divisione Nazionale 1945-1946 | Torino             | 1 - 0           | Juventus           |                                                                | 4' Castigliano                                                                                | 53  | Referto | Bellè di Venezia          |            |
| 60  | 30/05/1946 | Stadio Comunale di Torino          | Divisione Nazionale 1945-1946 | Juventus           | 1 - 0           | Torino             | 32' (rig.) Piola                                               |                                                                                               | 54  | Referto | Dattilo di Roma           |            |
| 61  | 21/07/1946 | Stadio Filadelfia                  | Divisione Nazionale 1945-1946 | Torino             | 1 - 0           | Juventus           |                                                                | 19' Gabetto                                                                                   | 55  | Referto | Galeati di Bologna        |            |
| 62  | 20/10/1946 | Stadio Filadelfia                  | Serie A 1946-1947             | Torino             | 0 - 0           | Juventus           |                                                                |                                                                                               | 56  | Referto | Bellè di Venezia          |            |
| 63  | 16/03/1947 | Stadio Comunale di Torino          | Serie A 1946-1947             | Juventus           | 0 - 1           | Torino             |                                                                | 26' Gabetto                                                                                   | 57  | Referto | Dattilo di Roma           |            |
| 64  | 26/10/1947 | Stadio Filadelfia                  | Serie A 1947-1948             | Torino             | 1 - 1           | Juventus           | 70' (rig.) Sentimenti                                          | 9' Mazzola                                                                                    | 58  | Referto | Bellè di Venezia          |            |
| 65  | 28/03/1948 | Stadio Comunale di Torino          | Serie A 1947-1948             | Juventus           | 1 - 1           | Torino             | 50' (aut.) Ballarin                                            | 37' Ossola                                                                                    | 59  | Referto | Gemini di Roma            |            |
| 66  | 24/10/1948 | Stadio Comunale di Torino          | Serie A 1948-1949             | Juventus           | 1 - 2           | Torino             | 36' (aut.) Ballarin                                            | 25' Ossola 77' Mazzola                                                                        | 60  | Referto | Dattilo di Roma           |            |
| 67  | 13/02/1949 | Stadio Comunale di Torino          | Serie A 1948-1949             | Torino             | 3 - 1           | Juventus           | 49' Cergoli                                                    | 17' Gabetto 55', 83' Loik                                                                     | 61  | Referto | Galeati di Bologna        |            |
| 68  | 06/11/1949 | Stadio Comunale di Torino          | Serie A 1949-1950             | Torino             | 1 - 3           | Juventus           | 16' Hansen 17' Boniperti 86' Martino                           | 63' Carapellese                                                                               | 62  | Referto | Gemini di Roma            |            |
| 69  | 19/03/1950 | Stadio Comunale di Torino          | Serie A 1949-1950             | Juventus           | 4 - 3           | Torino             | 7' Muccinelli 34' Hansen 42', 67' Boniperti                    | 6' Bengtsson 25' Frizzi 79' Giuliano                                                          | 63  | Referto | Dattilo di Roma           |            |
| 70  | 12/11/1950 | Stadio Comunale di Torino          | Serie A 1950-1951             | Juventus           | 4 - 1           | Torino             | 8' Boniperti 72', 87' Hansen 82' Boniforti                     | 89' Carapellese                                                                               | 64  | Referto | Pieri di Trieste          |            |
| 71  | 25/03/1951 | Stadio Comunale di Torino          | Serie A 1950-1951             | Torino             | 1 - 5           | Juventus           | 6' Hansen 27', 83' Boniperti 85' (rig.) Hansen 89' Bertuccelli | 64' Santos                                                                                    | 65  | Referto | Bernardi di Bologna       |            |
| 72  | 02/12/1951 | Stadio Comunale di Torino          | Serie A 1951-1952             | Torino             | 0 - 0           | Juventus           |                                                                |                                                                                               | 66  | Referto | Bellè di Venezia          |            |
| 73  | 20/04/1952 | Stadio Comunale di Torino          | Serie A 1951-1952             | Juventus           | 6 - 0           | Torino             | 10', 82' Hansen 17' Hansen 40' Vivolo 64', 89' Boniperti       |                                                                                               | 67  | Referto | Orlandini di Roma         |            |
| 74  | 09/11/1952 | Stadio Comunale di Torino          | Serie A 1952-1953             | Juventus           | 4 - 1           | Torino             | 35' Hansen 46' Boniperti 58' Præst 89' Muccinelli              | 87' Moltrasio                                                                                 | 68  | Referto | Agnolin G. di Bassano     |            |
| 75  | 15/03/1953 | Stadio Filadelfia                  | Serie A 1952-1953             | Torino             | 0 - 1           | Juventus           | 68' Præst                                                      |                                                                                               | 69  | Referto | Orlandini di Roma         |            |
| 76  | 18/10/1953 | Stadio Filadelfia                  | Serie A 1953-1954             | Torino             | 2 - 4           | Juventus           | 14' Præst 22' Hansen 60', 69' (rig.) Boniperti                 | 42' Sentimenti 55' Bertoloni                                                                  | 70  | Referto | Massai di Pisa            |            |
| 77  | 07/03/1954 | Stadio Comunale di Torino          | Serie A 1953-1954             | Juventus           | 0 - 0           | Torino             |                                                                |                                                                                               | 71  | Referto | Maurelli di Roma          |            |
| 78  | 14/11/1954 | Stadio Comunale di Torino          | Serie A 1954-1955             | Juventus           | 3 - 0           | Torino             | 29', 46' Boniperti 82' Oppezzo                                 |                                                                                               | 72  | Referto | Agnolin G. di Bassano     |            |
| 79  | 10/04/1955 | Stadio Filadelfia                  | Serie A 1954-1955             | Torino             | 2 - 2           | Juventus           | 8' (aut.) Bearzot 18' (rig.) Manente                           | 4' Antoniotti 46' (rig.) Bacci                                                                | 73  | Referto | Bernardi di Bologna       |            |
| 80  | 09/10/1955 | Stadio Comunale di Torino          | Serie A 1955-1956             | Torino             | 0 - 0           | Juventus           |                                                                |                                                                                               | 74  | Referto | Bernardi di Bologna       |            |
| 81  | 04/03/1956 | Stadio Comunale di Torino          | Serie A 1955-1956             | Juventus           | 0 - 2           | Torino             |                                                                | 36' Bertoloni 86' Buhtz                                                                       | 75  | Referto | Marchetti di Milano       |            |
| 82  | 28/10/1956 | Stadio Comunale di Torino          | Serie A 1956-1957             | Juventus           | 1 - 1           | Torino             | 86' Conti                                                      | 7' Arce                                                                                       | 76  | Referto | Righi di Milano           |            |
| 83  | 17/03/1957 | Stadio Filadelfia                  | Serie A 1956-1957             | Torino             | 4 - 1           | Juventus           | 87' (rig.) Montico                                             | 18' Armano 31', 86' Jeppson 54' Tacchi                                                        | 77  | Referto | Bernardi di Bologna       |            |
| 84  | 13/10/1957 | Stadio Comunale di Torino          | Serie A 1957-1958             | Torino             | 0 - 1           | Juventus           | 62' Charles                                                    |                                                                                               | 78  | Referto | Jonni di Macerata         |            |
| 85  | 02/03/1958 | Stadio Comunale di Torino          | Serie A 1957-1958             | Juventus           | 4 - 1           | Torino             | 9', 48' Sívori 60', 82' Charles                                | 79' Ricagni                                                                                   | 79  | Referto | Lo Bello C. di Siracusa   |            |
| 86  | 22/06/1958 | Stadio Comunale di Torino          | Coppa Italia 1958             | Juventus           | 2 - 0           | Torino             | 68' Stacchini 89' (rig.) Montico                               |                                                                                               | 3   | Referto | Righi di Milano           |            |
| 87  | 13/07/1958 | Stadio Filadelfia                  | Coppa Italia 1958             | Torino             | 1 - 2           | Juventus           | 46' Boniperti 84' (rig.) Montico                               | 23' Petris                                                                                    | 4   | Referto | Liverani di Torino        |            |
| 88  | 26/10/1958 | Stadio Comunale di Torino          | Serie A 1958-1959             | Juventus           | 4 - 3           | Talmone Torino     | 7', 54' Sívori 40' Stacchini 48' Nicolè                        | 45' Virgili 50' (aut.) Boldi 72' Mazzero                                                      | 80  | Referto | Orlandini di Roma         |            |
| 89  | 15/03/1959 | Stadio Comunale di Torino          | Serie A 1958-1959             | Talmone Torino     | 3 - 2           | Juventus           | 27' Charles 69' Nicolè                                         | 9', 30', 33' Virgili                                                                          | 81  | Referto | Orlandini di Roma         |            |
| 90  | 13/11/1960 | Stadio Filadelfia                  | Serie A 1960-1961             | Torino             | 0 - 0           | Juventus           |                                                                |                                                                                               | 82  | Referto | Francescon di Padova      |            |
| 91  | 19/03/1961 | Stadio Comunale di Torino          | Serie A 1960-1961             | Juventus           | 1 - 0           | Torino             | 65' Sívori                                                     |                                                                                               | 83  | Referto | Gambarotta di Genova      |            |
| 92  | 29/06/1961 | Stadio Comunale di Torino          | Coppa Italia 1960-1961        | Juventus           | 2 - 2 (5-4 dtr) | Torino             | 29' Cervato 53' Cavallito                                      | 30' Locatelli 80' Mazzero                                                                     | 5   | Referto | De Marchi di Pordenone    |            |
| 93  | 01/10/1961 | Stadio Comunale di Torino          | Serie A 1961-1962             | Juventus           | 0 - 1           | Torino             |                                                                | 69' Baker                                                                                     | 84  | Referto | Gambarotta di Genova      |            |
| 94  | 04/02/1962 | Stadio Comunale di Torino          | Serie A 1961-1962             | Torino             | 1 - 3           | Juventus           | 41', 71' Nicolè 63' Charles                                    | 46' (aut.) Mazzia                                                                             | 85  | Referto | Jonni di Macerata         |            |
| 95  | 28/10/1962 | Stadio Comunale di Torino          | Serie A 1962-1963             | Torino             | 0 - 1           | Juventus           | 49' Miranda                                                    |                                                                                               | 86  | Referto | Campanati di Milano       |            |
| 96  | 03/03/1963 | Stadio Comunale di Torino          | Serie A 1962-1963             | Juventus           | 0 - 1           | Torino             |                                                                | 41' Crippa                                                                                    | 87  | Referto | Adami di Roma             |            |
| 97  | 27/10/1963 | Stadio Comunale di Torino          | Serie A 1963-1964             | Juventus           | 3 - 1           | Torino             | 3' Nenè 29' del Sol 32' Sívori                                 | 87' Hitchens                                                                                  | 88  | Referto | Gambarotta di Genova      | 57.338     |
| 98  | 15/03/1964 | Stadio Comunale di Torino          | Serie A 1963-1964             | Torino             | 0 - 0           | Juventus           |                                                                |                                                                                               | 89  | Referto | Campanati di Milano       | 32.621     |
| 99  | 14/06/1964 | Stadio Comunale di Torino          | Coppa Italia 1963-1964        | Torino             | 2 - 0           | Juventus           |                                                                | 15' Hitchens 60' (rig.) Peiró                                                                 | 6   | Referto | De Marchi di Pordenone    |            |
| 100 | 22/11/1964 | Stadio Comunale di Torino          | Serie A 1964-1965             | Torino             | 0 - 3           | Juventus           | 16' Stacchini 51' da Costa 75' Menichelli                      |                                                                                               | 90  | Referto | Sbardella di Roma         | 66.156     |
| 101 | 04/04/1965 | Stadio Comunale di Torino          | Serie A 1964-1965             | Juventus           | 1 - 1           | Torino             | 21' Leoncini                                                   | 53' Ferrini                                                                                   | 91  | Referto | Campanati di Milano       | 49.418     |
| 102 | 09/06/1965 | Stadio Comunale di Torino          | Coppa Italia 1964-1965        | Juventus           | 1 - 0           | Torino             | 65' Menichelli                                                 |                                                                                               | 7   | Referto | Campanati di Milano       |            |
| 103 | 21/11/1965 | Stadio Comunale di Torino          | Serie A 1965-1966             | Juventus           | 2 - 0           | Torino             | 38' Dell'Omodarme 72' Menichelli                               |                                                                                               | 92  | Referto | Roversi di Bologna        | 47.121     |
| 104 | 03/04/1966 | Stadio Comunale di Torino          | Serie A 1965-1966             | Torino             | 0 - 0           | Juventus           |                                                                |                                                                                               | 93  | Referto | Francescon di Padova      | 40.870     |
| 105 | 16/10/1966 | Stadio Comunale di Torino          | Serie A 1966-1967             | Torino             | 0 - 0           | Juventus           |                                                                |                                                                                               | 94  | Referto | Bernardis di Roma         | 32.959     |
| 106 | 26/02/1967 | Stadio Comunale di Torino          | Serie A 1966-1967             | Juventus           | 0 - 0           | Torino             |                                                                |                                                                                               | 95  | Referto | Sbardella di Roma         | 25.530     |
| 107 | 22/10/1967 | Stadio Comunale di Torino          | Serie A 1967-1968             | Juventus           | 0 - 4           | Torino             |                                                                | 3', 7', 60' Combin 67' Carelli                                                                | 96  | Referto | Francescon di Padova      | 56.204     |
| 108 | 18/02/1968 | Stadio Comunale di Torino          | Serie A 1967-1968             | Torino             | 2 - 1           | Juventus           | 13' De Paoli                                                   | 33' Facchin 37' Agroppi                                                                       | 97  | Referto | Genel di Trieste          | 55.270     |
| 109 | 17/11/1968 | Stadio Comunale di Torino          | Serie A 1968-1969             | Torino             | 1 - 2           | Juventus           | 3' Menichelli 88' Anastasi                                     | 57' Combin                                                                                    | 98  | Referto | Lo Bello C. di Siracusa   | 48.253     |
| 110 | 16/03/1969 | Stadio Comunale di Torino          | Serie A 1968-1969             | Juventus           | 0 - 0           | Torino             |                                                                |                                                                                               | 99  | Referto | Carminati di Milano       | 60.066     |
| 111 | 12/10/1969 | Stadio Comunale di Torino          | Serie A 1969-1970             | Juventus           | 1 - 2           | Torino             | 19' Zigoni                                                     | 67' Carelli 88' Ferrini                                                                       | 100 | Referto | Carminati di Milano       | 65.351     |
| 112 | 08/02/1970 | Stadio Comunale di Torino          | Serie A 1969-1970             | Torino             | 0 - 3           | Juventus           | 19' Cuccureddu 58' Leonardi 89' Anastasi                       |                                                                                               | 101 | Referto | Lo Bello C. di Siracusa   | 39.745     |
| 113 | 22/11/1970 | Stadio Comunale di Torino          | Serie A 1970-1971             | Torino             | 2 - 1           | Juventus           | 83' Capello                                                    | 76' Pulici 81' (aut.) Morini                                                                  | 102 | Referto | Campanati di Milano       | 44.842     |
| 114 | 21/03/1971 | Stadio Comunale di Torino          | Serie A 1970-1971             | Juventus           | 3 - 3           | Torino             | 8' Capello 59', 77' Bettega                                    | 15' (rig.), 79’ (rig.) Cereser 27' Rampanti                                                   | 103 | Referto | Gussoni di Tradate        | 29.905     |
| 115 | 05/12/1971 | Stadio Comunale di Torino          | Serie A 1971-1972             | Juventus           | 2 - 1           | Torino             | 32' Anastasi 63' Capello                                       | 35' Ferrini                                                                                   | 104 | Referto | Angonese di Mestre        | 61.411     |
| 116 | 26/03/1972 | Stadio Comunale di Torino          | Serie A 1971-1972             | Torino             | 2 - 1           | Juventus           | 20' Anastasi                                                   | 30' Sala 64' Agroppi                                                                          | 105 | Referto | Angonese di Mestre        | 66.677     |
| 117 | 08/06/1972 | Stadio Comunale di Torino          | Coppa Italia 1971-1972        | Juventus           | 2 - 1           | Torino             | 19' Furino 88' Anastasi                                        | 66' Ferrini                                                                                   | 8   | Referto | Torelli di Cormano        |            |
| 118 | 28/06/1972 | Stadio Comunale di Torino          | Coppa Italia 1971-1972        | Torino             | 2 - 1           | Juventus           | 84' Capello                                                    | 82' Bui 88' Toschi                                                                            | 9   | Referto | Francescon di Padova      |            |
| 119 | 05/11/1972 | Stadio Comunale di Torino          | Serie A 1972-1973             | Torino             | 2 - 1           | Juventus           | 77' Anastasi                                                   | 6', 63' Pulici                                                                                | 106 | Referto | Monti di Ancona           | 28.177     |
| 120 | 04/03/1973 | Stadio Comunale di Torino          | Serie A 1972-1973             | Juventus           | 0 - 2           | Torino             |                                                                | 59' rig. Pulici 72' Agroppi                                                                   | 107 | Referto | Toseli di Cormons         | 61.763     |
| 121 | 09/12/1973 | Stadio Comunale di Torino          | Serie A 1973-1974             | Torino             | 0 - 1           | Juventus           | 74' Cuccureddu                                                 |                                                                                               | 108 | Referto | Panzino di Catanzaro      | 62.906     |
| 122 | 31/03/1974 | Stadio Comunale di Torino          | Serie A 1973-1974             | Juventus           | 1 - 1           | Torino             | 17' (rig.) Cuccureddu                                          | 38' Graziani                                                                                  | 109 | Referto | Motta di Monza            | 57.062     |
| 123 | 08/12/1974 | Stadio Comunale di Torino          | Serie A 1974-1975             | Juventus           | 0 - 0           | Torino             |                                                                |                                                                                               | 110 | Referto | Menicucci di Firenze      | 59.574     |
| 124 | 30/03/1975 | Stadio Comunale di Torino          | Serie A 1974-1975             | Torino             | 3 - 2           | Juventus           | 34' Bettega 83' Capello                                        | 19' (rig.), 71' Pulici 88' Zaccarelli                                                         | 111 | Referto | Ciacci di Firenze         | 40.795     |
| 125 | 07/12/1975 | Stadio Comunale di Torino          | Serie A 1975-1976             | Torino             | 2 - 0           | Juventus           |                                                                | 75' Graziani 78' Pulici                                                                       | 112 | Referto | Michelotti di Parma       | 52.522     |
| 126 | 28/03/1976 | Stadio Comunale di Torino          | Serie A 1975-1976             | Juventus           | 0 - 2 a tav.    | Torino             |                                                                |                                                                                               | 113 | Referto | Menicucci di Firenze      | 66.772     |
| 127 | 05/12/1976 | Stadio Comunale di Torino          | Serie A 1976-1977             | Juventus           | 0 - 2           | Torino             |                                                                | 19' Graziani 79' Pulici                                                                       | 114 | Referto | Agnolin L. di Bassano     | 66.265     |
| 128 | 03/04/1977 | Stadio Comunale di Torino          | Serie A 1976-1977             | Torino             | 1 - 1           | Juventus           | 6' Causio                                                      | 8' Pulici                                                                                     | 115 | Referto | Casarin di Milano         | 66.012     |
| 129 | 11/12/1977 | Stadio Comunale di Torino          | Serie A 1977-1978             | Torino             | 0 - 0           | Juventus           |                                                                |                                                                                               | 116 | Referto | Serafino di Roma          | 62.582     |
| 130 | 02/04/1978 | Stadio Comunale di Torino          | Serie A 1977-1978             | Juventus           | 0 - 0           | Torino             |                                                                |                                                                                               | 117 | Referto | Michelotti di Parma       | 58.567     |
| 131 | 19/11/1978 | Stadio Comunale di Torino          | Serie A 1978-1979             | Juventus           | 1 - 1           | Torino             | 81' Scirea                                                     | 37' Graziani                                                                                  | 118 | Referto | Agnolin L. di Bassano     | 63.446     |
| 132 | 25/03/1979 | Stadio Comunale di Torino          | Serie A 1978-1979             | Torino             | 0 - 1           | Juventus           | 88' Cabrini                                                    |                                                                                               | 119 | Referto | Casarin di Milano         | 51.756     |
| 133 | 21/10/1979 | Stadio Comunale di Torino          | Serie A 1979-1980             | Torino             | 1 - 2           | Juventus           | 34' Bettega 68' Tardelli                                       | 30' Graziani                                                                                  | 120 | Referto | Bergamo di Livorno        | 55.505     |
| 134 | 24/02/1980 | Stadio Comunale di Torino          | Serie A 1979-1980             | Juventus           | 0 - 0           | Torino             |                                                                |                                                                                               | 121 | Referto | Ciulli di Roma            | 51.941     |
| 135 | 26/03/1980 | Stadio Comunale di Torino          | Coppa Italia 1979-1980        | Juventus           | 0 - 0           | Torino             |                                                                |                                                                                               | 10  | Referto | Agnolin L. di Bassano     |            |
| 136 | 30/04/1980 | Stadio Comunale di Torino          | Coppa Italia 1979-1980        | Torino             | 0 - 0 (4-2 dtr) | Juventus           |                                                                |                                                                                               | 11  | Referto | Casarin di Milano         |            |
| 137 | 26/10/1980 | Stadio Comunale di Torino          | Serie A 1980-1981             | Juventus           | 1 - 2           | Torino             | 18' Causio                                                     | 60', 76' Graziani                                                                             | 122 | Referto | Agnolin L. di Bassano     | 44.243     |
| 138 | 15/03/1981 | Stadio Comunale di Torino          | Serie A 1980-1981             | Torino             | 0 - 2           | Juventus           | 43' Brady 87' Cabrini                                          |                                                                                               | 123 | Referto | Pieri di Genova           | 49.514     |
| 139 | 06/09/1981 | Stadio Comunale di Torino          | Coppa Italia 1981-1982        | Juventus           | 0 - 1           | Torino             |                                                                | 61' Dossena                                                                                   | 12  | Referto | Bergamo di Livorno        |            |
| 140 | 25/10/1981 | Stadio Comunale di Torino          | Serie A 1981-1982             | Torino             | 0 - 1           | Juventus           | 62' Gentile                                                    |                                                                                               | 124 | Referto | Menegali di Roma          | 42.499     |
| 141 | 07/03/1982 | Stadio Comunale di Torino          | Serie A 1981-1982             | Juventus           | 4 - 2           | Torino             | 24' Tardelli 28', 40' Scirea 89' Brady                         | 19' Bonesso 22' Dossena                                                                       | 125 | Referto | Bergamo di Livorno        | 44.138     |
| 142 | 21/11/1982 | Stadio Comunale di Torino          | Serie A 1982-1983             | Juventus           | 1 - 0           | Torino             | 35' Platini                                                    |                                                                                               | 126 | Referto | Casarin di Milano         | 62.600     |
| 143 | 27/03/1983 | Stadio Comunale di Torino          | Serie A 1982-1983             | Torino             | 3 - 2           | Juventus           | 15' Rossi 65' Platini                                          | 70' Dossena 72' Bonesso 74' Torrisi                                                           | 127 | Referto | Lo Bello R. di Siracusa   | 59.049     |
| 144 | 23/10/1983 | Stadio Comunale di Torino          | Serie A 1983-1984             | Torino             | 2 - 1           | Juventus           | 67' Cabrini                                                    | 60' Dossena 76' Selvaggi                                                                      | 128 | Referto | D'Elia di Salerno         | 64.303     |
| 145 | 26/02/1984 | Stadio Comunale di Torino          | Serie A 1983-1984             | Juventus           | 2 - 1           | Torino             | 66', 76' Platini                                               | 55' Selvaggi                                                                                  | 129 | Referto | Bergamo di Livorno        | 64.372     |
| 146 | 18/11/1984 | Stadio Comunale di Torino          | Serie A 1984-1985             | Juventus           | 1 - 2           | Torino             | 15' Platini                                                    | 48' Francini 89' Serena                                                                       | 130 | Referto | Agnolin L. di Bassano     | 64.795     |
| 147 | 31/03/1985 | Stadio Comunale di Torino          | Serie A 1984-1985             | Torino             | 0 - 2           | Juventus           | 11' Briaschi 87' (rig.) Platini                                |                                                                                               | 131 | Referto | Agnolin L. di Bassano     | 58.602     |
| 148 | 13/10/1985 | Stadio Comunale di Torino          | Serie A 1985-1986             | Torino             | 1 - 2           | Juventus           | 4' Serena 28' Platini                                          | 39' (aut.) Scirea                                                                             | 132 | Referto | Agnolin L. di Bassano     | 58.630     |
| 149 | 16/02/1986 | Stadio Comunale di Torino          | Serie A 1985-1986             | Juventus           | 1 - 1           | Torino             | 25' Laudrup                                                    | 87' Zaccarelli                                                                                | 133 | Referto | Casarin di Milano         | 49.874     |
| 150 | 14/12/1986 | Stadio Comunale Vittorio Pozzo     | Serie A 1986-1987             | Juventus           | 1 - 0           | Torino             | 78' Manfredonia                                                |                                                                                               | 134 | Referto | Casarin di Milano         | 48.906     |
| 151 | 26/04/1987 | Stadio Comunale Vittorio Pozzo     | Serie A 1986-1987             | Torino             | 1 - 1           | Juventus           | 56' Brio                                                       | 86' Cravero                                                                                   | 135 | Referto | Bergamo di Livorno        | 48.123     |
| 152 | 03/01/1988 | Stadio Comunale Vittorio Pozzo     | Serie A 1987-1988             | Torino             | 2 - 2           | Juventus           | 57' Alessio 84' (aut.) Rossi                                   | 40' Crippa 66' Gritti                                                                         | 136 | Referto | D'Elia di Salerno         | 54.860     |
| 153 | 06/04/1988 | Stadio Comunale Vittorio Pozzo     | Coppa Italia 1987-1988        | Torino             | 2 - 0           | Juventus           |                                                                | 57' Gritti 67' Rossi                                                                          | 13  | Referto | Casarin di Milano         | 35.263     |
| 154 | 20/04/1988 | Stadio Comunale Vittorio Pozzo     | Coppa Italia 1987-1988        | Juventus           | 2 - 1           | Torino             | 55' Brio 67' (rig.) De Agostini                                | 20' (aut.) De Agostini                                                                        | 14  | Referto | D'Elia di Salerno         | 41.831     |
| 155 | 01/05/1988 | Stadio Comunale Vittorio Pozzo     | Serie A 1987-1988             | Juventus           | 2 - 1           | Torino             | 29' Tricella 88' Rush                                          | 43' Polster                                                                                   | 137 | Referto | Agnolin L. di Bassano     | 45.556     |
| 156 | 23/05/1988 | Stadio Comunale Vittorio Pozzo     | Serie A 1987-1988             | Juventus           | 0 - 0 (4-2 dtr) | Torino             |                                                                |                                                                                               | 138 | Referto | D'Elia di Salerno         |            |
| 157 | 31/12/1988 | Stadio Comunale Vittorio Pozzo     | Serie A 1988-1989             | Juventus           | 1 - 0           | Torino             | 62' Altobelli                                                  |                                                                                               | 139 | Referto | D'Elia di Salerno         | 43.747     |
| 158 | 14/05/1989 | Stadio Comunale Vittorio Pozzo     | Serie A 1988-1989             | Torino             | 0 - 0           | Juventus           |                                                                |                                                                                               | 140 | Referto | Luci di Firenze           | 43.814     |
| 159 | 10/12/1990 | Stadio delle Alpi                  | Serie A 1990-1991             | Torino             | 1 - 1           | Juventus           | 77' Baggio                                                     | 24' Policano                                                                                  | 141 | Referto | Coppetelli di Tivoli      | 47.072     |
| 160 | 14/04/1991 | Stadio delle Alpi                  | Serie A 1990-1991             | Juventus           | 1 - 2           | Torino             | 50' Di Canio                                                   | 28' Policano 73' (aut.) Fortunato                                                             | 142 | Referto | Sguizzato di Verona       | 51.801     |
| 161 | 17/11/1991 | Stadio delle Alpi                  | Serie A 1991-1992             | Juventus           | 1 - 0           | Torino             | 11' Casiraghi                                                  |                                                                                               | 143 | Referto | Ceccarini di Livorno      | 58.607     |
| 162 | 05/04/1992 | Stadio delle Alpi                  | Serie A 1991-1992             | Torino             | 2 - 0           | Juventus           |                                                                | 66', 73' Casagrande                                                                           | 144 | Referto | Baldas di Trieste         | 45.490     |
| 163 | 22/11/1992 | Stadio delle Alpi                  | Serie A 1992-1993             | Torino             | 1 - 2           | Juventus           | 75' Vialli 90' (aut.) Venturin                                 | 57' Sordo                                                                                     | 145 | Referto | Baldas di Trieste         | 52.008     |
| 164 | 09/03/1993 | Stadio delle Alpi                  | Coppa Italia 1992-1993        | Torino             | 1 - 1           | Juventus           | 49' (rig.) Baggio                                              | 79' Poggi                                                                                     | 15  | Referto | Nicchi di Arezzo          |            |
| 165 | 31/03/1993 | Stadio delle Alpi                  | Coppa Italia 1992-1993        | Juventus           | 2 - 2           | Torino             | 4' (aut.) Marchegiani 62' Ravanelli                            | 52' Poggi 63' Aguilera                                                                        | 16  | Referto | Sguizzato di Verona       | 48.134     |
| 166 | 10/04/1993 | Stadio delle Alpi                  | Serie A 1992-1993             | Juventus           | 2 - 1           | Torino             | 9', 81' Conte                                                  | 28' Aguilera                                                                                  | 146 | Referto | Amendolia di Messina      | 47.278     |
| 167 | 03/10/1993 | Stadio delle Alpi                  | Serie A 1993-1994             | Juventus           | 3 - 2           | Torino             | 9' Conte 30' Möller 79' Kohler                                 | 12' Fortunato 37' Sergio                                                                      | 147 | Referto | Cesari di Genova          | 44.428     |
| 168 | 20/02/1994 | Stadio delle Alpi                  | Serie A 1993-1994             | Torino             | 1 - 1           | Juventus           | 54' Baggio                                                     | 64' Fortunato                                                                                 | 148 | Referto | Nicchi di Arezzo          | 42.677     |
| 169 | 25/01/1995 | Stadio delle Alpi                  | Serie A 1994-1995             | Torino             | 3 - 2           | Juventus           | 8', 35' Vialli                                                 | 6', 30' Rizzitelli 38' Angloma                                                                | 149 | Referto | Amendolia di Messina      | 41.201     |
| 170 | 09/04/1995 | Stadio delle Alpi                  | Serie A 1994-1995             | Juventus           | 1 - 2           | Torino             | 23' (aut.) Maltagliati                                         | 6', 33' Rizzitelli                                                                            | 150 | Referto | Cesari di Genova          | 43.791     |
| 171 | 03/12/1995 | Stadio delle Alpi                  | Serie A 1995-1996             | Juventus           | 5 - 0           | Torino             | 3', 26', 43' Vialli 47' Ferrara 68' (rig.) Ravanelli           |                                                                                               | 151 | Referto | Nicchi di Arezzo          | 29.352     |
| 172 | 06/04/1996 | Stadio delle Alpi                  | Serie A 1995-1996             | Torino             | 1 - 2           | Juventus           | 47' (aut.) Sogliano 65' Vialli                                 | 32' Rizzitelli                                                                                | 152 | Referto | Ceccarini di Livorno      | 21.196     |
| 173 | 07/11/1999 | Stadio delle Alpi                  | Serie A 1999-2000             | Torino             | 0 - 0           | Juventus           |                                                                |                                                                                               | 153 | Referto | Bazzoli di Merano         | 47.344     |
| 174 | 19/03/2000 | Stadio delle Alpi                  | Serie A 1999-2000             | Juventus           | 3 - 2           | Torino             | 23' (aut.) Brambilla 66' (aut.) Lentini 72' (rig.) Del Piero   | 32' (rig.), 88' (rig.) Ferrante                                                               | 154 | Referto | Collina di Viareggio      | 57.586     |
| 175 | 14/10/2001 | Stadio delle Alpi                  | Serie A 2001-2002             | Juventus           | 3 - 3           | Torino             | 9', 26' Del Piero 12' Tudor                                    | 57' Lucarelli 70' (rig.) Ferrante 83' Maspero                                                 | 155 | Referto | Borriello di Mantova      | 52.597     |
| 176 | 24/02/2002 | Stadio delle Alpi                  | Serie A 2001-2002             | Torino             | 2 - 2           | Juventus           | 10' Trezeguet 89' Maresca                                      | 64' Ferrante 80' Cauet                                                                        | 156 | Referto | Paparesta di Bari         | 29.239     |
| 177 | 17/11/2002 | Stadio delle Alpi                  | Serie A 2002-2003             | Torino             | 0 - 4           | Juventus           | 6' Del Piero 33' Di Vaio 52' Nedvěd 89' Davids                 |                                                                                               | 157 | Referto | De Santis di Tivoli       | 32.947     |
| 178 | 05/04/2003 | Stadio delle Alpi                  | Serie A 2002-2003             | Juventus           | 2 - 0           | Torino             | 6' (aut.) Comotto 82' Tacchinardi                              |                                                                                               | 158 | Referto | De Santis di Tivoli       | 19826      |
| 179 | 30/09/2007 | Stadio Olimpico di Torino          | Serie A 2007-2008             | Torino             | 0 - 1           | Juventus           | 90'+4' Trezeguet                                               |                                                                                               | 159 | Referto | Rocchi di Firenze         | 23.974     |
| 180 | 26/02/2008 | Stadio Olimpico di Torino          | Serie A 2007-2008             | Juventus           | 0 - 0           | Torino             |                                                                |                                                                                               | 160 | Referto | Rizzoli di Bologna        | 22.636     |
| 181 | 25/10/2008 | Stadio Olimpico di Torino          | Serie A 2008-2009             | Juventus           | 1 - 0           | Torino             | 48' Amauri                                                     |                                                                                               | 161 | Referto | Rocchi di Firenze         | 22.114     |
| 182 | 07/03/2009 | Stadio Olimpico di Torino          | Serie A 2008-2009             | Torino             | 0 - 1           | Juventus           | 80' Chiellini                                                  |                                                                                               | 162 | Referto | Farina di Novi Ligure     | 21.017     |
| 183 | 01/12/2012 | Juventus Stadium                   | Serie A 2012-2013             | Juventus           | 3 - 0           | Torino             | 57', 84' Marchisio 67' Giovinco                                |                                                                                               | 163 | Referto | Rocchi di Firenze         | 40.042     |
| 184 | 28/04/2013 | Stadio Olimpico di Torino          | Serie A 2012-2013             | Torino             | 0 - 2           | Juventus           | 86' Vidal 90'+2' Marchisio                                     |                                                                                               | 164 | Referto | Bergonzi di Genova        | 23.845     |
| 185 | 29/09/2013 | Stadio Olimpico di Torino          | Serie A 2013-2014             | Torino             | 0 - 1           | Juventus           | 54' Pogba                                                      |                                                                                               | 165 | Referto | Mazzoleni di Bergamo      | 18.982     |
| 186 | 23/02/2014 | Juventus Stadium                   | Serie A 2013-2014             | Juventus           | 1 - 0           | Torino             | 30' Tévez                                                      |                                                                                               | 166 | Referto | Rizzoli di Bologna        | 40.292     |
| 187 | 30/11/2014 | Juventus Stadium                   | Serie A 2014-2015             | Juventus           | 2 - 1           | Torino             | 15' (rig.) Vidal 90+3' Pirlo                                   | 22' Peres                                                                                     | 167 | Referto | Orsato di Schio           | 39.938     |
| 188 | 26/04/2015 | Stadio Olimpico di Torino          | Serie A 2014-2015             | Torino             | 2 - 1           | Juventus           | 35' Pirlo                                                      | 45' Darmian 57' Quagliarella                                                                  | 168 | Referto | Tagliavento di Terni      | 26.296     |
| 189 | 31/10/2015 | Juventus Stadium                   | Serie A 2015-2016             | Juventus           | 2 - 1           | Torino             | 19' Pogba 90+3' Cuadrado                                       | 51' Bovo                                                                                      | 169 | Referto | Rocchi di Firenze         | 39.828     |
| 190 | 16/12/2015 | Juventus Stadium                   | Coppa Italia 2015-2016        | Juventus           | 4 - 0           | Torino             | 28', 51' Zaza 73' Dybala 82' Pogba                             |                                                                                               | 17  | Referto | Doveri di Roma            | 32.863     |
| 191 | 20/03/2016 | Stadio Olimpico di Torino          | Serie A 2015-2016             | Torino             | 1 - 4           | Juventus           | 33' Pogba 42' Khedira 63', 76' Morata                          | 48' (rig.) Belotti                                                                            | 170 | Referto | Rizzoli di Bologna        | 24.428     |
| 192 | 11/12/2016 | Stadio Olimpico Grande Torino      | Serie A 2016-2017             | Torino             | 1 - 3           | Juventus           | 28', 82' Higuaín 90+2' Pjanić                                  | 16' Belotti                                                                                   | 171 | Referto | Rocchi di Firenze         | 26.436     |
| 193 | 06/05/2017 | Juventus Stadium                   | Serie A 2016-2017             | Juventus           | 1 - 1           | Torino             | 90'+2' Higuaín                                                 | 52' Ljajić                                                                                    | 172 | Referto | Valeri di Roma            | 40.462     |
| 194 | 23/09/2017 | Juventus Stadium                   | Serie A 2017-2018             | Juventus           | 4 - 0           | Torino             | 16', 90'+1' Dybala 40' Pjanić 57' Alex Sandro                  |                                                                                               | 173 | Referto | Giacomelli di Trieste     | 40.186     |
| 195 | 03/01/2018 | Juventus Stadium                   | Coppa Italia 2017-2018        | Juventus           | 2 - 0           | Torino             | 15' Costa 67' Mandžukić                                        |                                                                                               | 18  | Referto | Doveri di Roma            | 37.763     |
| 196 | 18/02/2018 | Stadio Olimpico Grande Torino      | Serie A 2017-2018             | Torino             | 0 - 1           | Juventus           | 33' Alex Sandro                                                |                                                                                               | 174 | Referto | Orsato di Schio           | 26.105     |
| 197 | 15/12/2018 | Stadio Olimpico Grande Torino      | Serie A 2018-2019             | Torino             | 0 - 1           | Juventus           | 70' (rig.) Ronaldo                                             |                                                                                               | 175 | Referto | Guida di Torre Annunziata | 26.588     |
| 198 | 03/05/2019 | Juventus Stadium                   | Serie A 2018-2019             | Juventus           | 1 - 1           | Torino             | 84' Ronaldo                                                    | 18' Lukić                                                                                     | 176 | Referto | Orsato di Schio           | 38.530     |
| 199 | 02/11/2019 | Stadio Olimpico Grande Torino      | Serie A 2019-2020             | Torino             | 0 - 1           | Juventus           | 70' De Ligt                                                    |                                                                                               | 177 | Referto | Doveri di Roma            | 26.664     |
| 200 | 04/07/2020 | Juventus Stadium                   | Serie A 2019-2020             | Juventus           | 4 - 1           | Torino             | 3' Dybala 29' Cuadrado 61' Ronaldo 87' (aut.) Djidji           | 45+6' (rig.) Belotti                                                                          | 178 | Referto | Maresca di Napoli         | [ 46 ]     |
| 201 | 05/12/2020 | Juventus Stadium                   | Serie A 2020-2021             | Juventus           | 2 - 1           | Torino             | 77' McKennie 89' Bonucci                                       | 9' Nkoulou                                                                                    | 179 | Referto | Orsato di Schio           | [ 46 ]     |
| 202 | 03/04/2021 | Stadio Olimpico Grande Torino      | Serie A 2020-2021             | Torino             | 2 - 2           | Juventus           | 13' Chiesa 79' Ronaldo                                         | 27', 46' Sanabria                                                                             | 180 | Referto | Fabbri di Ravenna         | [ 46 ]     |
| 203 | 02/10/2021 | Stadio Olimpico Grande Torino      | Serie A 2021-2022             | Torino             | 0 - 1           | Juventus           | 86' Locatelli                                                  |                                                                                               | 181 | Referto | Valeri di Roma            | 12.073     |
| 204 | 18/02/2022 | Juventus Stadium                   | Serie A 2021-2022             | Juventus           | 1 - 1           | Torino             | 13' De Ligt                                                    | 62' Belotti                                                                                   | 182 | Referto | Massa di Imperia          | 20.132     |
| 205 | 15/10/2022 | Stadio Olimpico Grande Torino      | Serie A 2022-2023             | Torino             | 0 - 1           | Juventus           | 74' Vlahović                                                   |                                                                                               | 183 | Referto | Mariani di Aprilia        | 22.269     |
| 206 | 28/02/2023 | Juventus Stadium                   | Serie A 2022-2023             | Juventus           | 4 - 2           | Torino             | 16' Cuadrado 45+1' Danilo 71' Bremer 81' Rabiot                | 2' Karamoh 43' Sanabria                                                                       | 184 | Referto | Chiffi di Padova          | 37.806     |
| 207 | 07/10/2023 | Juventus Stadium                   | Serie A 2023-2024             | Juventus           | 2 - 0           | Torino             | 47' Gatti 62' Milik                                            |                                                                                               | 185 | Referto | Massa di Imperia          | 39.602     |
| 208 | 13/04/2024 | Stadio Olimpico Grande Torino      | Serie A 2023-2024             | Torino             | 0 - 0           | Juventus           |                                                                |                                                                                               | 186 | Referto | Maresca di Napoli         | 27.788     |
| 209 | 09/11/2024 | Juventus Stadium                   | Serie A 2024-2025             | Juventus           | 2 - 0           | Torino             | 18' Weah 84' Yıldız                                            |                                                                                               | 187 | Referto | Sozza di Seregno          | 41.066     |
| 210 | 11/01/2025 | Stadio Olimpico Grande Torino      | Serie A 2024-2025             | Torino             | 1 - 1           | Juventus           | 8' Yıldız                                                      | 45+1' Vlašić                                                                                  | 188 | Referto | Fabbri di Ravenna         | 27.014     |
| 211 | 09/11/2025 | Juventus Stadium                   | Serie A 2025-2026             | Juventus           |                 | Torino             |                                                                |                                                                                               | 189 | Referto |                           |            |
| 212 | 24/05/2026 | Stadio Olimpico Grande Torino      | Serie A 2025-2026             | Torino             |                 | Juventus           |                                                                |                                                                                               | 190 | Referto |                           |            |

### Partite amichevoli
| Nº | Data       | Stadio                               | Competizione                               | Incontro          | Risultato    | Marcatori Juventus                                      | Marcatori Torino                                                           | Arbitro                         |
| -- | ---------- | ------------------------------------ | ------------------------------------------ | ----------------- | ------------ | ------------------------------------------------------- | -------------------------------------------------------------------------- | ------------------------------- |
| 1  | 09/02/1908 | Biella                               | Coppa Eugenio Bona                         | Juventus – Torino | 4 - 0        | ?                                                       |                                                                            |                                 |
| 2  | 12/04/1908 | Velodromo Umberto I                  | Torneo internazionale stampa sportiva      | Torino – Juventus | 2 - 1        | Donna                                                   | Pozzi, Debernardi I                                                        | Degerine (SUI)                  |
| 3  | 13/09/1908 | Saluzzo Campo di piazza d'armi       | Trofeo città di Saluzzo                    | Juventus – Torino | 2 - 2        | ?                                                       | ?                                                                          |                                 |
| 4  | 20/09/1908 | Luserna San Giovanni                 | Trofeo città di Luserna                    | Torino – Juventus | 0 - 3        | Moschino, Donna (2)                                     |                                                                            | Goodley di Torino               |
| 5  | 21/03/1909 | Velodromo Umberto I                  | Palla Henri Dapples                        | Torino – Juventus | 2 - 1        | 72' Frey                                                | 30' Capra II, 42' Reichas                                                  | Meazza                          |
| 6  | 17/10/1909 | Stadio di Corso Sebastopoli          | Medaglia d'Oro Città di Torino             | Juventus – Torino | 1 - 4        | 73' Balbiani                                            | 8' Morelli di Popolo, 35', 61' Zuffi I, 54' Lang                           | O. Mazzie                       |
| 7  | 24/10/1909 | Velodromo Umberto I                  | Amichevole                                 | Torino – Juventus | 3 - 2        | 20' Hubble, 70' Borel E.                                | 35' Lang, 78' Bollinger, 86' Morelli di Popolo                             | Fuller (SUI)                    |
| 8  | 22/05/1910 | Stadio di Corso Sebastopoli          | Coppa Città di Poirino                     | Juventus – Torino | 0 - 2        |                                                         | Fresia A. (2)                                                              |                                 |
| 9  | 23/10/1910 | Stadio di Corso Sebastopoli          | Amichevole Poirino                         | Juventus – Torino | 1 - 3        | 59' Ferraris A.                                         | 20' Capello, 71', 86' Margaritora                                          | Varetto                         |
| 10 | 13/11/1910 | Biella                               | Trofeo Città di Biella                     | Juventus – Torino | 0 - 1        |                                                         |                                                                            | Goodley di Torino               |
| 11 | 25/12/1910 | Stadio di Corso Sebastopoli          | Palla d'Oro Moet et Chandon                | Juventus – Torino | 1 - 0 a tav. |                                                         | 85' (aut.) Mastrella                                                       | Tobias (BEL)                    |
| 12 | 25/05/1911 | Stadio di Corso Sebastopoli          | Palla d'Oro Moet et Chandon                | Juventus – Torino | 2 - 2        |                                                         |                                                                            | Gama Malcher Achille Sr. (BRA)  |
| 13 | 03/09/1911 | Campo di piazza d'armi lato Crocetta | Amichevole                                 | Torino – Juventus | 4 - 1        |                                                         |                                                                            |                                 |
| 14 | 21/11/1911 | Campo di piazza d'armi lato Crocetta | Amichevole                                 | Torino – Juventus | 0 - 3        |                                                         |                                                                            |                                 |
| 15 | 10/03/1912 | Campo di piazza d'armi lato Crocetta | Amichevole                                 | Torino – Juventus | 0 - 0        |                                                         |                                                                            |                                 |
| 16 | 10/10/1915 | Stadio di Corso Sebastopoli          | Amichevole                                 | Juventus – Torino | 2 - 5        | Monti Lo. 73' Pavan                                     | Boglietti III, Mosso III, 52' Tirone, 70' Gaia, 85' Bertagnoli             | Massa M.                        |
| 17 | 17/10/1915 | Campo di piazza d'armi lato Crocetta | Amichevole                                 | Torino – Juventus | 1 - 3        | 30' Giriodi, 65' Meille, 75' Reynaudi                   | 70' Tirone                                                                 | Massa M.                        |
| 18 | 12/12/1915 | Campo di piazza d'armi lato Crocetta | Amichevole                                 | Torino – Juventus | 1 - 3        | Collino, G. Reynaudi, 65' Meille                        | 44' Bachmann I (rig.)                                                      | Massa M.                        |
| 19 | 19/12/1915 | Stadio di Corso Sebastopoli          | Coppa Federale                             | Juventus – Torino | 4 - 2        | 22' Meille 36' Meille 73' Pavan 75' Pavan               | 1' Gaia 30' Boglietti III                                                  | Massa M.                        |
| 20 | 09/01/1916 | Campo di piazza d'armi lato Crocetta | Coppa Federale                             | Torino – Juventus | 1 - 2        | 25' Novo 80' Monti Lo.                                  | 75' Ricci                                                                  | Terzuolo                        |
| 21 | 04/06/1916 | Stadio di Corso Sebastopoli          | Coppa Amatori Gioco Calcio                 | Juventus – Torino | 6 - 1        |                                                         |                                                                            | Marchisio                       |
| 22 | 25/06/1916 | Campo di piazza d'armi lato Crocetta | Coppa Amatori Gioco Calcio                 | Torino – Juventus | 0 - 1        |                                                         |                                                                            |                                 |
| 23 | 24/09/1916 | Stadio di Corso Sebastopoli          | Torneo Lanzese U.S.                        | Juventus – Torino | 1 - 1        | 88' Ferrari                                             | 90' Mosso IV                                                               | Laugeri                         |
| 24 | 18/03/1917 | Stadio di Corso Sebastopoli          | Coppa Piemonte                             | Juventus – Torino | 0 - 5        |                                                         | 27' Bachmann, 33' Fioravante, 35' Mosso III, 55' Debernardi, 75' Arnaboldi | Gama Malcher Achille Sr. (BRA)  |
| 25 | 06/04/1917 | Stadio di Corso Sebastopoli          | Amichevole                                 | Juventus – Torino | 2 - 2        |                                                         |                                                                            |                                 |
| 26 | 13/05/1917 | Stadio di Corso Sebastopoli          | Coppa Piemonte                             | Juventus – Torino | 3 - 1        | 4' Bona 42', 85' Ferraris P.                            | 71' Bachmann (rig.)                                                        | Terzuolo                        |
| 27 | 20/05/1917 | Campo di piazza d'armi lato Crocetta | Coppa Piemonte                             | Torino – Juventus | 2 - 0        |                                                         |                                                                            | [ 47 ]                          |
| 28 | 09/03/1919 | Campo di piazza d'armi lato Crocetta | Amichevole                                 | Torino – Juventus | 0 - 1        | ?                                                       |                                                                            |                                 |
| 29 | 27/03/1921 | Campo Stradale Stupinigi             | Amichevole                                 | Torino – Juventus | 2 - 1        | 42' Bigatto C.                                          | 17' Calvi, 53' Martin II                                                   | Raoul (BEL)                     |
| 30 | 25/12/1921 | Campo Stradale Stupinigi             | Coppa Associazione Nazionale Mutilati 1921 | Torino – Juventus | 1 - 0        |                                                         | 23' Mosso IV                                                               | Canestrini                      |
| 31 | 16/04/1922 | Stadio di Corso Sebastopoli          | Coppa Associazione Nazionale Mutilati 1922 | Juventus – Torino | 3 - 1        | 13' Sesia, 40' (rig.) Beccuti, 87' Steffenone           | 47' Janni                                                                  | Rangone                         |
| 32 | 25/05/1922 | Stadio di Corso Sebastopoli          | Coppa Associazione Nazionale Mutilati 1922 | Torino – Juventus | 2 - 2        | 40' Ferraris P., 80' Bigatto C.                         | 13' Aliberti, 56' Janni                                                    | Brunetti                        |
| 33 | 16/09/1923 | Campo Stradale Stupinigi             | Coppa Associazione Nazionale Mutilati 1923 | Torino – Juventus | 2 - 0        |                                                         | 103' Janni, 108' Schoenfeld                                                | Venegoni                        |
| 34 | 01/11/1926 | Stadio Filadelfia                    | Amichevole                                 | Torino – Juventus | 1 - 2        | 43' Munerati, 63' Hirzer                                | 89' Libonatti                                                              | Gama Malcher Achille Sr. (BRA)  |
| 35 | 12/12/1926 | Campo Juventus                       | Coppa Barattia 1926                        | Juventus – Torino | 2 - 2        | 25' Vojak A., 36' (rig.) Pastore                        | 3' Libonatti, 17' Rossetti                                                 | Pinasco                         |
| 36 | 11/09/1932 | Campo Juventus                       | Coppa Barattia 1932                        | Juventus – Torino | 3 - 2        | 30' Varglien G., 54' Ferrari G., 82' Sernagiotto        | 61' Busoni 80' Bertini                                                     | Caironi                         |
| 37 | 20/06/1937 | Stadio Filadelfia                    | Coppa Barattia 1937                        | Torino – Juventus | 2 - 0        |                                                         | 25' Galli, 66' Palumbo                                                     | Caironi                         |
| 38 | 24/12/1944 | Stadio Municipale Benito Mussolini   | Pro sfollati bombardamenti                 | Torino – Juventus | 5 - 2        | 14' Raccis, 73' Borel F.                                | 8', 15' Loik, 30' Ossola, 56', 85' Gabetto                                 | Canavesio                       |
| 39 | 31/12/1944 | Stadio Municipale Benito Mussolini   | Pro sfollati bombardamenti                 | Juventus – Torino | 1 - 2        | 55' Sentimenti V.                                       | 34' Gabetto, 65' Loik                                                      | Maglio                          |
| 40 | 10/03/1945 | Stadio Municipale Benito Mussolini   | Torneo FIAT 1945                           | Juventus – Torino | 5 - 2        | 20', 81' Spadavecchia, 25' Rava, 44', 70' Sentimenti L. | 60' Barbero, 65' (aut.) Parola                                             | Canavesio                       |
| 41 | 01/04/1945 | Stadio Municipale Benito Mussolini   | Coppa Pio Marchi                           | Juventus – Torino | 3 - 1        | 43', 50' Sentimenti V., 75' Conti U.                    | 22' Mazzola V.                                                             | Canavesio                       |
| 42 | 26/06/1955 | Stadio Filadelfia                    | Torneo notturno Coppa Città di Torino      | Torino – Juventus | 1 - 1        | 1' Macor                                                | 26' Vivolo                                                                 | Guarnaschelli                   |
| 43 | 29/08/1963 | Stadio Comunale di Torino            |                                            | Juventus – Torino | 2 - 1        | 9' Del Sol, 72' Da Costa                                | 64' Puia                                                                   | Roversi                         |
| 44 | 24/06/1964 | Stadio Comunale di Torino            | Coppa Città di Torino                      | Juventus – Torino | 4 - 1        | 48', 58' Sivori, 50' Del Sol, 75' Menichelli            | 90' Lancioni                                                               | Adami                           |
| 45 | 23/08/1970 | Stadio Comunale di Torino            |                                            | Juventus – Torino | 1 - 1        | 14' Bettega R.                                          | 46' Pulici                                                                 | Trono                           |
| 46 | 25/08/1971 | Stadio Comunale di Torino            |                                            | Torino – Juventus | 1 - 3        | 19', 90' Bettega, R. 59' Haller                         | 48' (rig.) Cereser                                                         | Gonella                         |
| 47 | 28/05/1994 | Stadio Comunale di Novara            | Memorial Giorgio Calleri                   | Juventus – Torino | 2 - 2        | 12' Vialli, 90' Camani                                  | 36' Silenzi, 66' Gargo                                                     | Pairetto P.                     |
| 48 | 12/12/2000 | Stadio delle Alpi                    | Amichevole di beneficenza pro alluvionati  | Juventus – Torino | 2 - 2        | 28' Fonseca, 93' Zanchi                                 | 15' Colombo, 85' Schwoch                                                   | Trentalange e Rosetti di Torino |

## Statistiche
Dati aggiornati all'11 gennaio 2025.

### Palmarès
| Titoli ufficiali | Nazionali | Nazionali | Nazionali | Nazionali | Internazionali | Internazionali | Internazionali | Internazionali | Internazionali | Internazionali | Internazionali | Internazionali | Totale |
| Titoli ufficiali | A         | CI        | SI        | B         | CC/UCL         | CdC            | CU/UEL         | SU             | CInt           | Int            | CEC/CMit       | CdA            | Totale |
| ---------------- | --------- | --------- | --------- | --------- | -------------- | -------------- | -------------- | -------------- | -------------- | -------------- | -------------- | -------------- | ------ |
| Juventus         | 36        | 15        | 9         | 1         | 2              | 1              | 3              | 2              | 2              | 1              | -              | 1              | 73     |
| Torino           | 7         | 5         | -         | 3         | -              | -              | -              | -              | -              | -              | 1              | -              | 16     |

### Testa a testa in campionato
| P. | 30 | 31 | 32 | 33 | 34 | 35 | 36 | 37 | 38 | 39 | 40 | 41 | 42 | 43 | 47 | 48 | 49 | 50 | 51 | 52 | 53 | 54 | 55 | 56 | 57 | 58 | 59 | 60 | 61 | 62 | 63 | 64 | 65 | 66 | 67 | 68 | 69 | 70 | 71 | 72 | 73 | 74 | 75 | 76 | 77 | 78 | 79 | 80 | 81 | 82 | 83 | 84 | 85 | 86 | 87 | 88 | 89 | 90 | 91 | 92 | 93 | 94 | 95 | 96 | 97 | 98 | 99 | 00 | 01 | 02 | 03 | 04 | 05 | 06 | 07 | 08 | 09 | 10 | 11 | 12 | 13 | 14 | 15 | 16 | 17 | 18 | 19 | 20 | 21 | 22 | 23 | 24 | 25 |
| -- | -- | -- | -- | -- | -- | -- | -- | -- | -- | -- | -- | -- | -- | -- | -- | -- | -- | -- | -- | -- | -- | -- | -- | -- | -- | -- | -- | -- | -- | -- | -- | -- | -- | -- | -- | -- | -- | -- | -- | -- | -- | -- | -- | -- | -- | -- | -- | -- | -- | -- | -- | -- | -- | -- | -- | -- | -- | -- | -- | -- | -- | -- | -- | -- | -- | -- | -- | -- | -- | -- | -- | -- | -- | -- | -- | -- | -- | -- | -- | -- | -- | -- | -- | -- | -- | -- | -- | -- | -- | -- | -- | -- | -- |
| 1  |    | 1  | 1  | 1  | 1  | 1  |    |    |    |    |    |    |    | 1  | 1  | 1  | 1  | 1  |    | 1  |    |    |    |    |    | 1  |    | 1  | 1  |    |    |    |    |    | 1  |    |    |    |    | 1  | 1  |    | 1  | 1  | 1  | 1  |    |    | 1  | 1  |    | 1  |    | 1  |    |    |    |    |    |    |    |    | 1  |    | 1  | 1  |    |    |    | 1  | 1  |    | 1  |    |    |    |    |    |    | 1  | 1  | 1  | 1  | 1  | 1  | 1  | 1  | 1  |    |    |    |    |    |
| 2  |    |    |    |    |    |    |    |    | 2  | 2  |    |    | 2  |    | 2  | 2  |    |    |    |    | 2  | 2  |    |    |    |    |    |    |    |    | 2  |    |    |    |    |    |    |    |    | 2  |    | 2  |    | 2  | 2  | 2  |    | 2  |    |    | 2  |    | 2  |    | 2  |    |    |    |    | 2  |    | 2  |    | 2  |    |    |    | 2  | 2  |    |    |    |    |    |    |    | 2  |    |    |    |    |    |    |    |    |    |    |    |    |    |    |    |    |
| 3  | 3  |    |    |    |    |    | 3  | 3  |    |    | 3  |    |    | 3  |    |    |    |    | 3  |    |    |    |    |    |    |    |    |    |    |    |    |    | 3  |    |    | 3  |    | 3  |    |    |    |    |    |    |    |    | 3  | 3  |    |    |    |    |    |    |    |    |    |    |    | 3  |    |    |    |    |    |    |    |    |    |    |    | 3  |    |    |    | 3  |    |    |    |    |    |    |    |    |    |    |    |    |    |    |    | 3  |    |
| 4  | 4  |    |    |    |    |    |    |    |    |    |    |    |    |    |    |    | 4  |    |    |    |    |    |    |    |    |    | 4  |    |    |    |    |    | 4  |    |    |    |    |    | 4  |    |    |    |    |    |    |    | 4  |    |    |    |    |    |    | 4  |    |    | 4  | 4  |    |    | 4  |    |    |    |    |    |    |    |    |    |    |    |    |    |    |    |    |    |    |    |    |    |    |    |    |    |    |    | 4  | 4  |    |    | 4  |
| 5  |    |    |    |    |    |    | 5  | 5  |    |    |    | 5  |    |    |    |    |    |    |    |    |    |    |    |    |    |    |    |    |    |    |    | 5  |    | 5  |    |    | 5  |    |    |    |    | 5  |    |    |    |    |    |    |    |    |    | 5  |    |    |    |    |    |    | 5  |    |    |    |    |    |    |    |    |    |    |    |    |    |    |    |    |    |    |    |    |    |    |    |    |    |    |    |    |    |    |    |    |    |    |
| 6  |    |    |    |    |    |    |    |    |    |    | 6  |    | 6  |    |    |    |    | 6  |    |    |    |    |    |    |    |    |    |    |    |    |    |    |    |    |    |    | 6  |    |    |    | 6  |    | 6  |    |    |    |    |    |    |    |    |    | 6  |    |    | 6  |    |    |    |    |    |    |    |    |    |    |    |    |    |    |    |    |    |    |    |    |    |    |    |    |    |    |    |    |    |    |    |    |    |    |    |    |    |
| 7  |    | 7  |    | 7  |    |    |    |    |    |    |    | 7  |    |    |    |    |    |    |    |    |    |    | 7  |    | 7  |    |    |    |    | 7  |    | 7  |    |    | 7  | 7  |    | 7  |    |    |    |    |    |    |    |    |    |    |    |    |    |    |    |    |    | 7  |    |    | 7  |    |    |    |    |    |    |    | 7  |    |    |    |    |    |    |    |    |    |    | 7  | 7  |    |    | 7  |    |    |    |    | 7  |    |    |    | 7  |    |    |
| 8  |    |    | 8  |    |    |    |    |    |    | 8  |    |    |    |    |    |    |    |    |    |    |    |    |    |    |    | 8  |    |    |    |    |    |    |    |    |    |    |    |    | 8  |    |    |    |    |    |    |    |    |    |    |    | 8  |    |    |    |    |    |    |    |    |    |    | 8  |    |    |    |    |    |    |    |    |    |    |    |    |    |    |    |    |    |    |    |    |    |    |    |    |    |    |    |    |    |    |    |
| 9  |    |    |    |    |    |    |    |    | 9  |    |    |    |    |    |    |    |    |    |    |    |    | 9  |    |    | 9  |    |    |    |    |    |    |    |    |    |    |    |    |    |    |    |    |    |    |    |    |    |    |    | 9  | 9  |    |    |    |    | 9  |    |    |    |    |    | 9  |    |    |    |    |    |    |    |    |    |    |    |    |    |    |    |    |    |    |    |    |    | 9  |    | 9  | 9  |    |    |    |    |    | 9  |    |
| 10 |    |    |    |    |    |    |    |    |    |    |    |    |    |    |    |    |    |    |    |    | 10 |    | 10 |    |    |    |    |    |    |    | 10 |    |    | 10 |    |    |    |    |    |    |    |    |    |    |    |    |    |    |    |    |    |    |    |    |    |    |    |    |    |    |    |    |    |    |    |    |    |    |    |    |    |    |    |    |    |    |    |    |    |    |    |    |    |    |    |    |    |    |    | 10 | 10 |    |    |
| 11 |    |    |    |    |    |    |    |    |    |    |    |    |    |    |    |    |    |    |    |    |    |    |    | 11 |    |    |    |    |    |    |    |    |    |    |    |    |    |    |    |    |    |    |    |    |    |    |    |    |    |    |    |    |    |    |    |    |    |    |    |    |    |    | 11 |    |    |    |    |    |    | 11 |    |    |    |    |    |    |    |    |    |    |    |    |    |    |    |    |    |    |    |    |    |    | 11 |
| 12 |    |    |    |    | 12 |    |    |    |    |    |    |    |    |    |    |    |    |    |    |    |    |    |    | 12 |    |    |    |    | 12 | 12 |    |    |    |    |    |    |    |    |    |    |    |    |    |    |    |    |    |    |    |    |    |    |    |    |    |    |    |    |    |    |    |    |    |    |    |    |    |    |    |    |    |    |    |    |    |    |    |    |    |    |    |    |    | 12 |    |    |    |    |    |    |    |    |    |
| 13 |    |    |    |    |    | 13 |    |    |    |    |    |    |    |    |    |    |    |    |    |    |    |    |    |    |    |    |    |    |    |    |    |    |    |    |    |    |    |    |    |    |    |    |    |    |    |    |    |    |    |    |    |    |    |    |    |    |    |    |    |    |    |    |    |    |    |    |    |    |    |    |    |    |    |    |    |    |    |    |    |    |    |    |    |    |    |    |    |    |    |    |    |    |    |
| 14 |    |    |    |    |    |    |    |    |    |    |    |    |    |    |    |    |    |    |    |    |    |    |    |    |    |    |    |    |    |    |    |    |    |    |    |    |    |    |    |    |    |    |    |    |    |    |    |    |    |    |    |    |    |    |    |    |    |    |    |    |    |    |    |    |    |    |    |    |    |    |    |    |    |    |    |    |    |    |    |    |    |    |    |    |    |    |    |    |    |    |    |    |    |
| 15 |    |    |    |    |    |    |    |    |    |    |    |    |    |    |    |    |    |    |    | 15 |    |    |    |    |    |    |    |    |    |    |    |    |    |    |    |    |    |    |    |    |    |    |    |    |    |    |    |    |    |    |    |    |    |    |    |    | 15 |    |    |    |    |    |    |    |    |    |    | 15 |    |    |    |    |    |    |    | 15 |    |    |    |    |    |    |    |    |    |    |    |    |    |    |    |    |    |
| 16 |    |    |    |    |    |    |    |    |    |    |    |    |    |    |    |    |    |    |    |    |    |    |    |    |    |    |    |    |    |    |    |    |    |    |    |    |    |    |    |    |    |    |    |    |    |    |    |    |    |    |    |    |    |    |    |    |    |    |    |    |    |    |    | 16 |    |    |    |    |    |    |    |    |    |    | 16 |    |    |    |    |    | 16 |    |    |    |    |    |    | 16 |    |    |    |    |    |
| 17 |    |    |    |    |    |    |    |    |    |    |    |    |    |    |    |    |    |    | 17 |    |    |    |    |    |    |    |    |    |    |    |    |    |    |    |    |    |    |    |    |    |    |    |    |    |    |    |    |    |    |    |    |    |    |    |    |    |    |    |    |    |    |    |    |    |    |    |    |    |    |    |    |    |    |    |    |    |    |    |    |    |    |    |    |    |    |    |    |    | 17 |    |    |    |    |
| 18 |    |    |    |    |    |    |    |    |    |    |    |    |    |    |    |    |    |    |    |    |    |    |    |    |    |    | 18 |    |    |    |    |    |    |    |    |    |    |    |    |    |    |    |    |    |    |    |    |    |    |    |    |    |    |    |    |    |    |    |    |    |    |    |    |    |    |    |    |    |    |    | 18 |    |    |    |    |    | 18 |    |    |    |    |    |    |    |    |    |    |    |    |    |    |    |    |
| 19 |    |    |    |    |    |    |    |    |    |    |    |    |    |    |    |    |    |    |    |    |    |    |    |    |    |    |    |    |    |    |    |    |    |    |    |    |    |    |    |    |    |    |    |    |    |    |    |    |    |    |    |    |    |    |    |    |    |    |    |    |    |    |    |    |    |    |    |    |    |    |    |    |    |    |    |    |    |    |    |    |    |    |    |    |    |    |    |    |    |    |    |    |    |
| 20 |    |    |    |    |    |    |    |    |    |    |    |    |    |    |    |    |    |    |    |    |    |    |    |    |    |    |    |    |    |    |    |    |    |    |    |    |    |    |    |    |    |    |    |    |    |    |    |    |    |    |    |    |    |    |    |    |    |    |    |    |    |    |    |    |    |    |    |    |    |    |    |    |    | 20 |    |    |    |    |    |    |    |    |    |    |    |    |    |    |    |    |    |    |    |
|    |    |    |    |    |    |    |    |    |    |    |    |    |    |    |    |    |    |    |    |    |    |    |    |    |    |    |    |    |    |    |    |    |    |    |    |    |    |    |    |    |    |    |    |    |    |    |    |    |    |    |    |    |    |    |    |    |    |    |    |    |    |    |    |    |    |    |    |    |    |    |    |    |    |    |    |    |    |    |    |    |    |    |    |    |    |    |    |    |    |    |    |    |    |
| B  |    |    |    |    |    |    |    |    |    |    |    |    |    |    |    |    |    |    |    |    |    |    |    |    |    |    |    | 1  |    |    |    |    |    |    |    |    |    |    |    |    |    |    |    |    |    |    |    |    |    |    |    |    |    |    |    |    |    | 1  |    |    |    |    |    |    | 9  | 5  | 2  |    | 4  |    |    | 12 | 2  | 3  | 1  |    |    | 5  | 8  | 2  |    |    |    |    |    |    |    |    |    |    |    |    |    |

- Totale: la Juventus per 76 volte ha preceduto il Torino in classifica; il Torino ha preceduto la Juventus 17 volte (dati aggiornati al termine della stagione 2024-25).

Note:
- La stagione 1945-1946 non è inclusa nelle statistiche della Serie A.
- La maggior differenza di posizioni tra Juventus e Torino è di 27 nella stagione 2003-04; la maggior differenza di posizioni tra Torino e Juventus è di 7 nella stagione 1938-39.
- Per sei volte la squadre torinesi hanno terminato il campionato ai primi due posti della classifica.
- Tranne che in tre occasioni (1955-56, 2005-06 e 2006-07), almeno una delle due squadre si è sempre classificata nei primi sette posti della graduatoria.

### Partite
|                        | Totale gare disputate | Vittorie Juventus | Pareggi | Vittorie Torino | Reti Juventus | Reti Torino |
| Prima Categoria        | 18                    | 2                 | 5       | 11              | 26            | 49          |
| Divisione Nazionale    | 8                     | 4                 | 0       | 4               | 8             | 10          |
| Serie A                | 160                   | 78                | 47      | 35              | 248           | 159         |
| Spareggi               | 2                     | 0                 | 1       | 1               | 0             | 1           |
| Totale campionato      | 188                   | 84                | 53      | 51              | 282           | 219         |
| Campionato Alta Italia | 4                     | 1                 | 2       | 1               | 6             | 9           |
| Coppa Italia           | 18                    | 9                 | 5       | 4               | 26            | 17          |
| Totale gare ufficiali  | 210                   | 94                | 60      | 56              | 314           | 245         |
| Incontri amichevoli    | 48                    | 20                | 11      | 17              | 89            | 82          |
| Totale generale        | 258                   | 114               | 71      | 73              | 403           | 327         |

Legenda
- Per Prima Categoria s'intendono le partite di campionato italiano di calcio a gironi plurimi dal 1906 al 1921.
- Per Divisione Nazionale s'intendono le partite di campionato italiano di calcio a gironi plurimi dal 1926 al 1929 e nel 1945-1946.
- Per Serie A s'intendono le partite di campionato italiano di calcio a girone unico dal 1929 al 1943, e dal 1946 a oggi.
- Per Spareggi s'intendono lo spareggio eliminatorio del 1909 e lo spareggio per l'ammissione alla Coppa UEFA del 1988.
- Per Totale campionato s'intendono tutte le gare nel campionato italiano di calcio, ovvero la sommatoria dei dati precedenti.
- Per Campionato Alta Italia si intende la manifestazione sostitutiva del campionato per cause belliche nel 1943-1944. Tale manifestazione è stata riconosciuta ufficialmente dalla FIGC nel 2002 con assegnazione del titolo onorifico (non equiparato al titolo di Campione d'Italia) allo Spezia che vinse il torneo.
- Per Coppa Italia s'intendono le partite della seconda manifestazione ufficiale della FIGC. Il derby di Torino ha caratterizzato 12 edizioni della coppa nazionale italiana. Nel 1938 ne ha costituito la finale, vinta dalla Juventus. In 7 occasioni ha passato il turno la Juve, in 4 il Torino e una volta sono state entrambe eliminate da squadre terze in un girone.
- Per Totale gare ufficiali: aggregazione dei dati precedenti.
- Per Incontri amichevoli: s'intendono le partite amichevoli non ufficiali dal 1908 ad oggi.
- Per Totale generale: aggregazione dei dati precedenti.

### Minuti e reti
Nel derby torinese si segna di più nel secondo tempo rispetto al primo, 269 a 223. In tutti e sei gli intervalli di 15 minuti la Juventus ha segnato più reti del Torino. Fa eccezione il recupero del primo tempo in cui i granata hanno segnato tre volte contro le due dei bianconeri. In compenso questi ultimi sono andati a segno ben sette volte nei minuti di recupero del secondo tempo mentre i loro avversari nemmeno una volta. Il quarto d'ora più prolifico per il Torino è quello centrale del secondo tempo, dal 61' al 75', con 39 gol segnati. Per la Juventus è invece il quarto d'ora finale, dal 76' al 90', in cui è andata a segno ben 63 volte.
I dati riguardano solo le partite ufficiali dal 9 novembre del 1919, in quanto non si hanno dati certi sulle precedenti, e sono aggiornati al 30 giugno 2025.
| minuti   | 01'-15' | 16'-30' | 31'-45' | recupero | primo tempo | 46'-60' | 61'-75 | 76'-90' | recupero | 2º tempo | Totale |
| Juventus | 45      | 51      | 34      | 2        | 132         | 42      | 46     | 63      | 7        | 158      | 290    |
| Torino   | 22      | 36      | 30      | 3        | 91          | 34      | 39     | 38      | 0        | 111      | 202    |
| Totale   | 67      | 87      | 64      | 5        | 223         | 76      | 85     | 101     | 7        | 269      | 492    |

### Giocatori

#### Marcatori
| Posizione | Nome                | Squadra                 | Reti |
| --------- | ------------------- | ----------------------- | ---- |
| 1         | Giampiero Boniperti | Juventus                | 14   |
| 2         | Guglielmo Gabetto   | Juventus (7) Torino (5) | 12   |
| 3         | Paolo Pulici        | Torino                  | 9    |
| 3         | John Hansen         | Juventus                | 9    |
| 5         | Felice Borel        | Juventus                | 8    |
| 6         | Savino Bellini      | Juventus                | 7    |
| 6         | Francesco Graziani  | Torino                  | 7    |
| 6         | Eugenio Mosso       | Torino                  | 7    |
| 6         | Michel Platini      | Juventus                | 7    |
| 6         | Gianluca Vialli     | Juventus                | 7    |
| 11        | Pietro Anastasi     | Juventus                | 6    |
| 11        | Julio Libonatti     | Torino                  | 6    |
| 11        | Omar Sívori         | Juventus                | 6    |
| 14        | Fabio Capello       | Juventus                | 5    |
| 14        | Carlo Capra         | Torino                  | 5    |
| 14        | Renato Cesarini     | Juventus                | 5    |
| 14        | John Charles        | Juventus                | 5    |
| 14        | Hans Kämpfer        | Torino                  | 5    |
| 14        | Valentino Mazzola   | Torino                  | 5    |
| 14        | Silvio Piola        | Juventus (2) Torino (3) | 5    |
| 14        | Ruggiero Rizzitelli | Torino                  | 5    |

#### Presenze
Di seguito è riportato l'elenco dei giocatori che sono scesi in campo almeno ventiquattro volte nella stracittadina torinese. Il recordman assoluto con un'unica maglia è Giorgio Ferrini, con 30 presenze tutte con il Torino; stesso numero di partite ha messo assieme Teobaldo Depetrini, tuttavia ripartite tra bianconeri (27) e granata (3). I pluripresenti per la Juventus sono invece Gaetano Scirea e Giovanni Varglien con 28 stracittadine disputate.
| Posizione | Nome                 | Squadra                   | Presenze |
| --------- | -------------------- | ------------------------- | -------- |
| 1         | Teobaldo Depetrini   | Juventus (27) Torino (3)  | 30       |
| 1         | Giorgio Ferrini      | Torino                    | 30       |
| 3         | Gaetano Scirea       | Juventus                  | 28       |
| 3         | Giovanni Varglien    | Juventus                  | 28       |
| 5         | Guglielmo Gabetto    | Juventus (11) Torino (15) | 26       |
| 5         | Roberto Bettega      | Juventus                  | 26       |
| 7         | Antonio Cabrini      | Juventus                  | 25       |
| 7         | Giuseppe Furino      | Juventus                  | 25       |
| 7         | Claudio Gentile      | Juventus                  | 25       |
| 7         | Paolo Pulici         | Torino                    | 25       |
| 7         | Sandro Salvadore     | Juventus                  | 25       |
| 7         | Dino Zoff            | Juventus                  | 25       |
| 13        | Antonello Cuccureddu | Juventus                  | 24       |
| 13        | Carlo Parola         | Juventus                  | 24       |
| 13        | Claudio Sala         | Torino                    | 24       |
| 13        | Renato Zaccarelli    | Torino                    | 24       |

#### Clean sheet
Per i portieri, anche i più quotati, non sempre è facile uscire imbattuti dalle sfide stracittadine. Finora ci sono riusciti solo in 44. Tra questi solo uno è riuscito a non subire gol nel derby indossando sia la casacca bianconera sia quella granata. Si tratta di Alfredo Bodoira che in due occasioni – una per squadra – non subì gol. Guida questa classifica una leggenda della Juventus e della nazionale italiana, Dino Zoff, uscito imbattuto 11 volte. Tra gli estremi difensori del Torino i primatisti sono Lido Vieri e Giuliano Terraneo, sei volte imbattuti nel derby della Mole.
Sono indicati in grassetto i giocatori ancora in attività.
| Posizione | Nome              | Squadra  | Clean sheet | Partite | Periodo               |
| --------- | ----------------- | -------- | ----------- | ------- | --------------------- |
| 1         | Dino Zoff         | Juventus | 11          | 25      | 1972-1983             |
| 2         | Gianluigi Buffon  | Juventus | 10          | 17      | 2001-2018 e 2019-2021 |
| 3         | Roberto Anzolin   | Juventus | 9           | 15      | 1961-1970             |
| 4         | Gianpiero Combi   | Juventus | 8           | 13      | 1920-1934             |
| 5         | Wojciech Szczęsny | Juventus | 7           | 12      | 2017-2024             |
| 6         | Giovanni Viola    | Juventus | 6           | 14      | 1944-1946 e 1949-1958 |
| 6         | Giuliano Terraneo | Torino   | 6           | 17      | 1977-1984             |
| 6         | Lido Vieri        | Torino   | 6           | 20      | 1958-1969             |
| 9         | Stefano Tacconi   | Juventus | 5           | 18      | 1983-1992             |

#### Un derby, due maglie
Dal 13 gennaio 1907, data della prima sfida tra bianconeri e granata, sono solo 43 i calciatori che hanno giocato la stracittadina torinese da entrambe le sponde calcistiche.
Molti altri giocatori hanno vestito le due casacche ma, per un motivo o per l'altro, non sono riusciti a disputare il derby indossando sia i colori bianconeri che quello granata. Eppure fin dal 1906, anno di fondazione del Torino, ci furono scambi tra le due squadre. In realtà i primi furono un travaso di giocatori dalla Juventus al Torino in seguito all'allontanamento del presidente bianconero Alfred Dick il quale decise, dopo la mancata riconferma alla testa del club, di andare a fondare «per dispetto» il Torino, portando forzosamente con sé alcuni giocatori come gli svizzeri Walter Streule, Friedrich Bollinger e Hans Kämpfer nel 1906, cui si aggiunsero i britannici Jack Diment e James Squair l'anno successivo. Fu proprio lo scozzese Diment, il 10 gennaio 1909, data della terza sfida tra bianconeri e granata, il primo calciatore ad aver disputato il derby della Mole sotto i due diversi vessilli: in quell'occasione scese in campo con il Torino dopo averlo fatto con la Juventus nei primi due incontri.
Da allora altri 43 calciatori, alcuni dei quali famosi, altri meno, hanno potuto vivere il derby torinese da entrambi i fronti. Va detto che nei primi decenni le due società si scambiarono giocatori con una discreta frequenza, ma ci furono anche periodi più o meno lunghi durante i quali gli scambi si interruppero, come dalla metà degli anni 60 agli anni 80. Dagli anni 2000 in poi gli scambi sono ritornati ad essere frequenti, basti pensare ad Angelo Ogbonna e Gleison Bremer dal granata al bianconero, o Simone Zaza e Rolando Mandragora dal bianconero al granata; non tutti questi hanno però avuto l'opportunità di giocare la stracittadina con entrambe le squadre.
Va ancora ricordato che solo in quattro sono riusciti ad andare in gol con tutte e due le squadre. Si tratta di Guglielmo Gabetto (in gol 7 volte con la Juventus e 5 con il Torino), Vittorio Sentimenti (4 e 1), Silvio Piola (2 e 3) e Aldo Serena (1 e 1). Gabetto è anche l'unico calciatore ad aver giocato più di dieci derby con ciascuna delle due squadre, oltre ad essere uno dei due soli calciatori, insieme ad Alfredo Bodoira, ad aver vinto i due maggiori trofei del calcio italiano, il campionato e la Coppa Italia, con entrambe le squadre.
Di seguito è riportato l'elenco dei calciatori che sono scesi in campo nella stracittadina torinese con entrambe le squadre. Sono indicati in grassetto i giocatori ancora in attività.
| Giocatore            | Nazione              | Presenze Juventus | Reti Juventus | Presenze Torino | Reti Torino | Presenze totali | Reti totali |
| -------------------- | -------------------- | ----------------- | ------------- | --------------- | ----------- | --------------- | ----------- |
| Teobaldo Depetrini   | Italia (bandiera)    | 27                | 0             | 3               | 0           | 30              | 0           |
| Guglielmo Gabetto    | Italia (bandiera)    | 11                | 7             | 15              | 5           | 26              | 12          |
| Felice Borel         | Italia (bandiera)    | 21                | 7             | 1               | 0           | 22              | 7           |
| Vittorio Sentimenti  | Italia (bandiera)    | 17                | 4             | 4               | 1           | 21              | 5           |
| Pasquale Bruno       | Italia (bandiera)    | 7                 | 0             | 8               | 0           | 15              | 0           |
| Mario Bo             | Italia (bandiera)    | 4                 | 0             | 9               | 1           | 13              | 1           |
| Alfredo Bodoira      | Italia (bandiera)    | 4                 | 0             | 8               | 0           | 12              | 0           |
| Luigi Brunella       | Italia (bandiera)    | 4                 | 0             | 8               | 0           | 12              | 0           |
| Cristian Molinaro    | Italia (bandiera)    | 4                 | 0             | 7               | 0           | 11              | 0           |
| Luca Fusi            | Italia (bandiera)    | 1                 | 0             | 10              | 0           | 11              | 0           |
| Rino Ferrario        | Italia (bandiera)    | 10                | 0             | 1               | 0           | 11              | 0           |
| Enea Zuffi           | Italia (bandiera)    | 3                 | 0             | 7               | 1           | 10              | 1           |
| Tomás Rincón         | Venezuela (bandiera) | 1                 | 0             | 9               | 0           | 10              | 0           |
| Gianluca Pessotto    | Italia (bandiera)    | 8                 | 0             | 2               | 0           | 10              | 0           |
| Umberto Pennano      | Italia (bandiera)    | 7                 | 0             | 2               | 0           | 9               | 0           |
| Guido Debernardi     | Italia (bandiera)    | 2                 | 0             | 6               | 5           | 8               | 5           |
| Bremer               | Brasile (bandiera)   | 4                 | 1             | 6               | 0           | 10              | 1           |
| Cesare Nay           | Italia (bandiera)    | 2                 | 0             | 6               | 0           | 8               | 0           |
| Silvio Piola         | Italia (bandiera)    | 4                 | 2             | 3               | 3           | 7               | 5           |
| Nestor Combin        | Francia (bandiera)   | 2                 | 0             | 5               | 4           | 7               | 4           |
| Simone Zaza          | Italia (bandiera)    | 2                 | 2             | 5               | 0           | 7               | 2           |
| Riccardo Carapellese | Italia (bandiera)    | 1                 | 0             | 6               | 2           | 7               | 2           |
| Daniele Fortunato    | Italia (bandiera)    | 1                 | 0             | 5               | 2           | 6               | 2           |
| Aldo Serena          | Italia (bandiera)    | 4                 | 1             | 2               | 1           | 6               | 2           |
| Fabio Quagliarella   | Italia (bandiera)    | 2                 | 0             | 4               | 1           | 6               | 1           |
| Lelio Antoniotti     | Italia (bandiera)    | 2                 | 0             | 4               | 1           | 6               | 1           |
| Luigi Simoni         | Italia (bandiera)    | 1                 | 0             | 5               | 0           | 6               | 0           |
| Eduardo Ricagni      | Italia (bandiera)    | 1                 | 0             | 4               | 1           | 5               | 1           |
| Eugenio Corini       | Italia (bandiera)    | 3                 | 0             | 2               | 0           | 5               | 0           |
| Domenico Capello     | Italia (bandiera)    | 1                 | 0             | 4               | 0           | 5               | 0           |
| Jack Diment          | Scozia (bandiera)    | 2                 | 0             | 3               | 0           | 5               | 0           |
| Ernesto Boglietti    | Argentina (bandiera) | 2                 | 2             | 2               | 0           | 4               | 2           |
| Angelo Ogbonna       | Italia (bandiera)    | 2                 | 0             | 2               | 0           | 4               | 0           |
| Dino Baggio          | Italia (bandiera)    | 3                 | 0             | 1               | 0           | 4               | 0           |
| Amauri               | Italia (bandiera)    | 2                 | 1             | 1               | 0           | 3               | 1           |
| Biagio Goggio        | Italia (bandiera)    | 2                 | 0             | 1               | 0           | 3               | 0           |
| Alfred Jacquet       | Svizzera (bandiera)  | 1                 | 0             | 2               | 0           | 3               | 0           |
| Robert Jarni         | Croazia (bandiera)   | 1                 | 0             | 1               | 0           | 2               | 0           |
| Vincenzo Traspedini  | Italia (bandiera)    | 1                 | 0             | 1               | 0           | 2               | 0           |
| Filippo Cavalli      | Italia (bandiera)    | 1                 | 0             | 1               | 0           | 2               | 0           |
| Johannes Ploger      | Danimarca (bandiera) | 1                 | 0             | 1               | 0           | 2               | 0           |
| Augusto Arioni       | Italia (bandiera)    | 1                 | 0             | 1               | 0           | 2               | 0           |
| Giovanni Vecchina    | Italia (bandiera)    | 4                 | 0             | 1               | 0           | 5               | 0           |

### Allenatori
Di seguito sono riportate le statistiche di tutti gli allenatori che hanno disputato il derby di Torino. Il recordman per partite disputate (31) e pareggi (11) è Giovanni Trapattoni; l'allenatore cusanese è altresì primatista di successi (13), in questo caso in condivisione con Massimiliano Allegri. Il record di sconfitte (8 su 9 partite) appartiene a Gian Piero Ventura.
Numerosi gli allenatori stranieri, tra cui spiccano i nove di origine ungherese.
Sono tredici i mister che hanno vinto tutte le stracittadine, tra questi spiccano le quattro vittorie su quattro di Broćić e Carver e le tre su tre di Conte e Sárosi, tutti juventini. Gli unici allenatori con più di cinque derby disputati che risultano imbattuti sono il bianconero Carcano e il granata Pozzo.
Dati aggiornati all'11 gennaio 2025.
| Allenatore           | Nazione                                  | Squadra  | Giocate | Vinte | Pareggiate | Perse | Media punti |
| -------------------- | ---------------------------------------- | -------- | ------- | ----- | ---------- | ----- | ----------- |
| Giovanni Trapattoni  | Italia (bandiera)                        | Juventus | 31      | 13    | 11         | 7     | 1,61        |
| Ivan Jurić           | Croazia (bandiera)                       | Torino   | 6       | 0     | 2          | 4     | 0,20        |
| Luigi Radice         | Italia (bandiera)                        | Torino   | 20      | 5     | 8          | 7     | 1,15        |
| Gian Piero Ventura   | Italia (bandiera)                        | Torino   | 9       | 1     | 0          | 8     | 0,33        |
| Virginio Rosetta     | Italia (bandiera)                        | Juventus | 12      | 4     | 3          | 5     | 1,25        |
| Tony Cargnelli       | Austria (bandiera)                       | Torino   | 10      | 3     | 2          | 5     | 1,10        |
| Emiliano Mondonico   | Italia (bandiera)                        | Torino   | 12      | 2     | 5          | 5     | 0,92        |
| Carlo Parola         | Italia (bandiera)                        | Juventus | 9       | 2     | 3          | 4     | 1,00        |
| Čestmír Vycpálek     | Cecoslovacchia (bandiera)                | Juventus | 9       | 3     | 2          | 4     | 1,22        |
| Nereo Rocco          | Italia (bandiera)                        | Torino   | 10      | 1     | 5          | 4     | 0,80        |
| Benjamín Santos      | Argentina (bandiera)                     | Torino   | 6       | 1     | 2          | 3     | 0,83        |
| Giuseppe Bigogno     | Italia (bandiera)                        | Torino   | 4       | 0     | 0          | 4     | 0,00        |
| Gustavo Giagnoni     | Italia (bandiera)                        | Torino   | 7       | 4     | 0          | 3     | 1,71        |
| Felice Borel         | Italia (bandiera)                        | Juventus | 8       | 3     | 2          | 3     | 1,38        |
| Giuseppe Milano      | Italia (bandiera)                        | Juventus | 2       | 0     | 2          | 0     | 1,00        |
| Mario Sperone        | Italia (bandiera)                        | Torino   | 7       | 1     | 3          | 3     | 0,86        |
| Oberdan Ussello      | Italia (bandiera)                        | Torino   | 3       | 0     | 0          | 3     | 0,00        |
| Marcello Lippi       | Italia (bandiera)                        | Juventus | 8       | 4     | 2          | 2     | 1,75        |
| Heriberto Herrera    | Paraguay (bandiera)                      | Juventus | 11      | 4     | 5          | 2     | 1,55        |
| Luigi Ferrero        | Italia (bandiera)                        | Torino   | 6       | 3     | 1          | 2     | 1,67        |
| József Viola         | Ungheria (bandiera)                      | Juventus | 4       | 2     | 0          | 2     | 1,50        |
| Eugenio Bersellini   | Italia (bandiera)                        | Torino   | 4       | 2     | 0          | 2     | 1,50        |
| Blagoje Marjanović   | Serbia (bandiera)                        | Torino   | 3       | 1     | 0          | 2     | 1,00        |
| Massimo Giacomini    | Italia (bandiera)                        | Torino   | 3       | 1     | 0          | 2     | 1,00        |
| Sandro Puppo         | Italia (bandiera)                        | Juventus | 4       | 0     | 2          | 2     | 0,50        |
| Fioravante Baldi     | Italia (bandiera)                        | Torino   | 3       | 0     | 1          | 2     | 0,33        |
| Walter Novellino     | Italia (bandiera)                        | Torino   | 3       | 0     | 1          | 2     | 0,33        |
| Franz Hänsel         | Austria (bandiera)                       | Torino   | 2       | 0     | 0          | 2     | 0,00        |
| William Chalmers     | Scozia (bandiera)                        | Juventus | 2       | 0     | 0          | 2     | 0,00        |
| Massimiliano Allegri | Italia (bandiera)                        | Juventus | 18      | 13    | 4          | 1     | 2,47        |
| Rino Marchesi        | Italia (bandiera)                        | Juventus | 7       | 4     | 2          | 1     | 2,00        |
| Edmondo Fabbri       | Italia (bandiera)                        | Torino   | 7       | 3     | 3          | 1     | 1,71        |
| Nedo Sonetti         | Italia (bandiera)                        | Torino   | 3       | 2     | 0          | 1     | 2,00        |
| Giancarlo Cadè       | Italia (bandiera)                        | Torino   | 4       | 2     | 1          | 1     | 1,75        |
| Antonio Janni        | Italia (bandiera)                        | Torino   | 5       | 2     | 2          | 1     | 1,60        |
| Imre Schoffer        | Ungheria (bandiera)                      | Torino   | 2       | 1     | 0          | 1     | 1,50        |
| Federico Munerati    | Italia (bandiera)                        | Juventus | 2       | 1     | 0          | 1     | 1,50        |
| Teobaldo Depetrini   | Italia (bandiera)                        | Juventus | 2       | 1     | 0          | 1     | 1,50        |
| Paulo Amaral         | Brasile (bandiera)                       | Juventus | 2       | 1     | 0          | 1     | 1,50        |
| Eraldo Monzeglio     | Italia (bandiera)                        | Juventus | 3       | 1     | 1          | 1     | 1,33        |
| Annibale Frossi      | Italia (bandiera)                        | Torino   | 5       | 1     | 3          | 1     | 1,20        |
| Thiago Motta         | Brasile (bandiera) · Italia (bandiera)   | Juventus | 2       | 1     | 1          | 0     | 2,00        |
| William Aitken       | Scozia (bandiera)                        | Juventus | 2       | 1     | 1          | 0     | 2,00        |
| Vittorio Morelli     | Italia (bandiera)                        | Torino   | 2       | 0     | 1          | 1     | 0,50        |
| Giuseppe Aliberti    | Italia (bandiera)                        | Torino   | 2       | 0     | 1          | 1     | 0,50        |
| Claudio Sala         | Italia (bandiera)                        | Torino   | 2       | 0     | 1          | 1     | 0,50        |
| Luigi Maifredi       | Italia (bandiera)                        | Juventus | 2       | 0     | 1          | 1     | 0,50        |
| Augusto Rangone      | Italia (bandiera)                        | Torino   | 1       | 0     | 0          | 1     | 0,00        |
| Eugen Payer          | Ungheria (bandiera)                      | Torino   | 1       | 0     | 0          | 1     | 0,00        |
| Angelo Mattea        | Italia (bandiera)                        | Torino   | 1       | 0     | 0          | 1     | 0,00        |
| Luis Monti           | Argentina (bandiera) · Italia (bandiera) | Juventus | 1       | 0     | 0          | 1     | 0,00        |
| Jesse Carver         | Inghilterra (bandiera)                   | Torino   | 1       | 0     | 0          | 1     | 0,00        |
| Federico Allasio     | Italia (bandiera)                        | Torino   | 1       | 0     | 0          | 1     | 0,00        |
| Luis Carniglia       | Argentina (bandiera)                     | Juventus | 1       | 0     | 0          | 1     | 0,00        |
| Armando Picchi       | Italia (bandiera)                        | Juventus | 1       | 0     | 0          | 1     | 0,00        |
| Romano Cazzaniga     | Italia (bandiera)                        | Torino   | 1       | 0     | 0          | 1     | 0,00        |
| Lido Vieri           | Italia (bandiera)                        | Torino   | 1       | 0     | 0          | 1     | 0,00        |
| Renzo Ulivieri       | Italia (bandiera)                        | Torino   | 1       | 0     | 0          | 1     | 0,00        |
| Renato Zaccarelli    | Italia (bandiera)                        | Torino   | 1       | 0     | 0          | 1     | 0,00        |
| Gianni De Biasi      | Italia (bandiera)                        | Torino   | 1       | 0     | 0          | 1     | 0,00        |
| Carlo Carcano        | Italia (bandiera)                        | Juventus | 9       | 6     | 3          | 0     | 2,33        |
| Jesse Carver         | Inghilterra (bandiera)                   | Juventus | 4       | 4     | 0          | 0     | 3,00        |
| Ljubiša Broćić       | Serbia (bandiera)                        | Juventus | 4       | 4     | 0          | 0     | 3,00        |
| György Sárosi        | Ungheria (bandiera)                      | Juventus | 3       | 3     | 0          | 0     | 3,00        |
| Maurizio Sarri       | Italia (bandiera)                        | Juventus | 2       | 2     | 0          | 0     | 3,00        |
| Antonio Conte        | Italia (bandiera)                        | Juventus | 3       | 3     | 0          | 0     | 3,00        |
| Claudio Ranieri      | Italia (bandiera)                        | Juventus | 4       | 3     | 1          | 0     | 2,50        |
| Giacinto Ellena      | Italia (bandiera)                        | Torino   | 1       | 1     | 0          | 0     | 3,00        |
| Imre Senkey          | Ungheria (bandiera)                      | Torino   | 1       | 1     | 0          | 0     | 3,00        |
| Gyula Feldmann       | Ungheria (bandiera)                      | Torino   | 3       | 2     | 1          | 0     | 2,33        |
| Aldo Olivieri        | Italia (bandiera)                        | Juventus | 4       | 2     | 2          | 0     | 2,00        |
| Ercole Rabitti       | Italia (bandiera)                        | Torino   | 4       | 1     | 3          | 0     | 1,50        |
| Carlo Bigatto        | Italia (bandiera)                        | Juventus | 1       | 1     | 0          | 0     | 3,00        |
| Giovanni Ferrari     | Italia (bandiera)                        | Juventus | 1       | 1     | 0          | 0     | 3,00        |
| Leslie Lievesley     | Inghilterra (bandiera)                   | Torino   | 1       | 1     | 0          | 0     | 3,00        |
| Ernő Erbstein        | Ungheria (bandiera)                      | Torino   | 1       | 1     | 0          | 0     | 3,00        |
| Ercole Rabitti       | Italia (bandiera)                        | Juventus | 1       | 1     | 0          | 0     | 3,00        |
| Angelo Alessio       | Italia (bandiera)                        | Juventus | 1       | 1     | 0          | 0     | 3,00        |
| Karl Stürmer         | Austria (bandiera)                       | Torino   | 2       | 0     | 1          | 1     | 0,50        |
| Umberto Caligaris    | Italia (bandiera)                        | Juventus | 2       | 1     | 1          | 0     | 2,00        |
| András Kuttik        | Ungheria (bandiera)                      | Torino   | 2       | 1     | 1          | 0     | 2,00        |
| Dino Zoff            | Italia (bandiera)                        | Juventus | 2       | 1     | 1          | 0     | 2,00        |
| Carlo Ancelotti      | Italia (bandiera)                        | Juventus | 2       | 1     | 1          | 0     | 2,00        |
| Giancarlo Camolese   | Italia (bandiera)                        | Torino   | 2       | 0     | 2          | 0     | 1,00        |
| Ignác Molnár         | Ungheria (bandiera)                      | Torino   | 1       | 0     | 1          | 0     | 1,00        |
| Luigi Bertolini      | Italia (bandiera)                        | Juventus | 1       | 0     | 1          | 0     | 1,00        |
| Vittorio Pozzo       | Italia (bandiera)                        | Torino   | 8       | 4     | 4          | 0     | 2,00        |
| Siniša Mihajlović    | Serbia (bandiera)                        | Torino   | 4       | 0     | 1          | 3     | 0,25        |
| Walter Mazzarri      | Italia (bandiera)                        | Torino   | 4       | 0     | 1          | 3     | 0,25        |
| Moreno Longo         | Italia (bandiera)                        | Torino   | 1       | 0     | 0          | 1     | 0,00        |
| Andrea Pirlo         | Italia (bandiera)                        | Juventus | 2       | 1     | 1          | 0     | 2,00        |
| Marco Giampaolo      | Italia (bandiera)                        | Torino   | 1       | 0     | 0          | 1     | 0,00        |
| Paolo Vanoli         | Italia (bandiera)                        | Torino   | 2       | 0     | 1          | 1     | 0,50        |
| Davide Nicola        | Italia (bandiera)                        | Torino   | 1       | 0     | 1          | 0     | 1,00        |

#### Un derby, due panchine
Jesse Carver, Ercole Rabitti e Alberto Zaccheroni, sono i tre soli allenatori che si sono seduti sulle panchine di entrambe le società. Tuttavia Zaccheroni non ha mai disputato un derby della Mole da allenatore perché sia durante il suo periodo in granata, sia in quello in bianconero le due squadre non militavano nella stessa divisione. Rabitti è l'unico ad aver vinto almeno un derby con entrambe le squadre, riportando una vittoria per 3-0 in campionato con la Juventus e un 2-1 in Coppa Italia con il Torino. Carver disputò cinque derby vincendone quattro su quattro da juventino (con 16 gol segnati e 6 subiti) e perdendo l'unico da torinista per 0-1.
| Allenatore     | Nazione                | Derby con la Juventus | Derby con la Juventus | Derby con la Juventus | Derby con la Juventus | Derby con la Juventus | Derby con il Torino | Derby con il Torino | Derby con il Torino | Derby con il Torino | Derby con il Torino |
| Allenatore     | Nazione                | Periodo               | G                     | V                     | N                     | P                     | Periodo             | G                   | V                   | N                   | P                   |
| -------------- | ---------------------- | --------------------- | --------------------- | --------------------- | --------------------- | --------------------- | ------------------- | ------------------- | ------------------- | ------------------- | ------------------- |
| Ercole Rabitti | Italia (bandiera)      | 1969-1970             | 1                     | 1                     | 0                     | 0                     | 1980-1981           | 4                   | 1                   | 3                   | 0                   |
| Jesse Carver   | Inghilterra (bandiera) | 1949-1951             | 4                     | 4                     | 0                     | 0                     | 1953                | 1                   | 0                   | 0                   | 1                   |

### Contributo alla Nazionale italiana
La Juventus è il club che ha fornito il maggior numero di giocatori alla nazionale di calcio italiana (il Torino è al 5º posto), con il maggior numero di presenze (Torino 6º) e il maggior numero di reti segnate (Torino 5º).
Dati aggiornati al 17 novembre 2024.
|          | Giocatori | Presenze | Gol fatti | Campioni del Mondo | Campioni europei |
| -------- | --------- | -------- | --------- | ------------------ | ---------------- |
| Juventus | 149       | 2536     | 287       | 22                 | 7                |
| Torino   | 79        | 571      | 108       | 1                  | 4                |

### Stadi

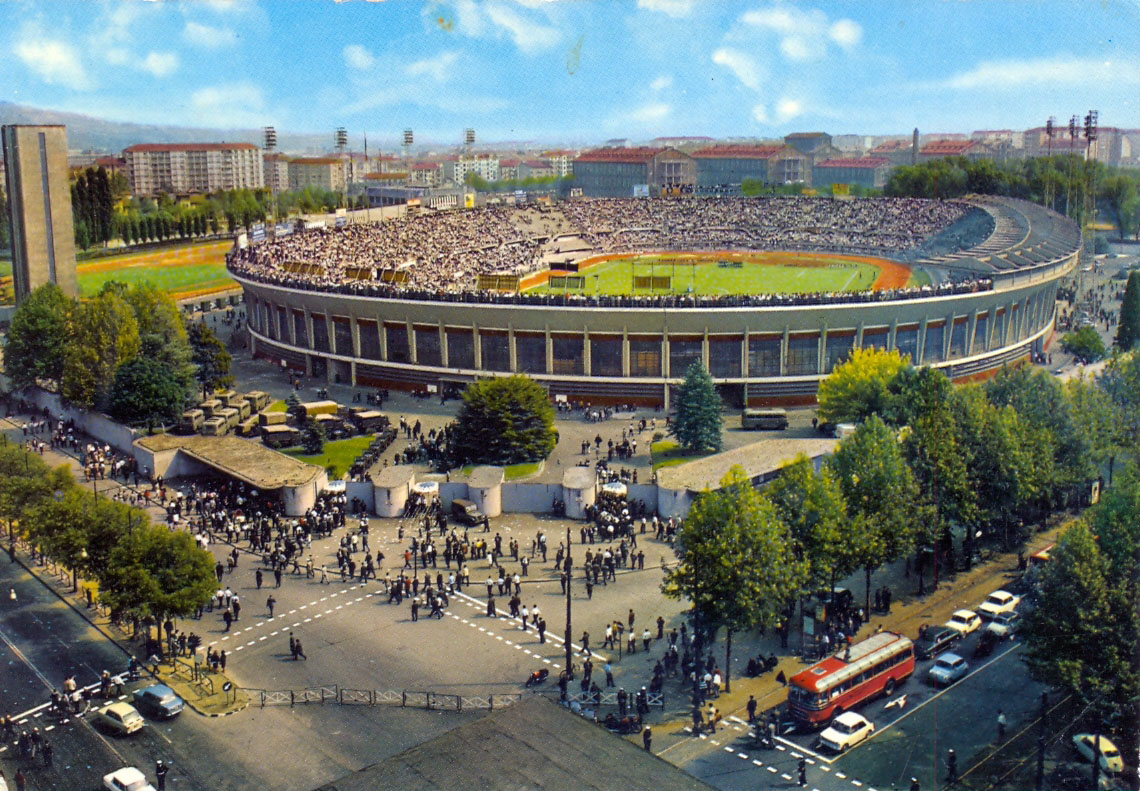
Il Comunale nel dopoguerra, poi Olimpico

Nel corso della sua storia, il derby della Mole si è disputato in 10 campi da gioco diversi; va però evidenziato come alcuni di questi siano il risultato di modifiche a stadi preesistenti. Questo è il caso dello stadio Olimpico Grande Torino, ex Olimpico, già Comunale Vittorio Pozzo, Comunale e, a sua volta, ex Municipale Benito Mussolini. Il campo in cui si sono svolte più stracittadine, 91, è proprio il Comunale, sede (con le sue varie denominazioni) delle gare interne della Juventus dalla stagione 1933-1934 e poi successivamente del Torino a partire dall'annata 1963-1964 (e già nella stagione 1958-1959). Va rilevato come lo Juventus Stadium, sorto sui resti del vecchio stadio delle Alpi, sia rimasto finora inviolato nei primi quindici «derbies» disputativi, come imbattuto è stato per quattro gare il campo di Piazza d'Armi. Nel computo delle stracittadine giocatesi allo stadio Filadelfia, il bilancio è di assoluta parità fra le due squadre.
Di seguito viene riportato un prospetto con i parziali di ogni campo da gioco. Dati aggiornati all'11 gennaio 2025.
| Stadio                                                         | Partite giocate | Vittorie Juventus | Pareggi | Vittorie Torino |
| -------------------------------------------------------------- | --------------- | ----------------- | ------- | --------------- |
| Stadio Mussolini / Comunale / Pozzo / Olimpico / Grande Torino | 121             | 57                | 35      | 29              |
| Stadio Filadelfia                                              | 27              | 9                 | 9       | 9               |
| Stadio delle Alpi                                              | 20              | 9                 | 7       | 4               |
| Juventus Stadium                                               | 15              | 12                | 3       | 0               |
| Stadio di Corso Sebastopoli                                    | 8               | 1                 | 2       | 5               |
| Campo Juventus                                                 | 6               | 5                 | 0       | 1               |
| Campo di Piazza d'Armi                                         | 4               | 0                 | 0       | 4               |
| Velodromo Umberto I                                            | 4               | 1                 | 0       | 3               |
| Campo Stradale Stupinigi                                       | 3               | 0                 | 3       | 0               |
| Motovelodromo di Corso Casale                                  | 2               | 0                 | 1       | 1               |
| Totale                                                         | 210             | 94                | 60      | 56              |

## Record
Dati aggiornati all'11 gennaio 2025.

### Record di squadra
- Partita con più gol: 14, Torino-Juventus 8-6 del 9 febbraio 1913.
- Vittoria con il maggior scarto a favore del Torino: 0-8 del 17 novembre 1912.
- Vittoria con il maggior scarto a favore della Juventus: 6-0 del 20 aprile 1952.
- Maggior numero di vittorie consecutive: Juventus, 7, dal 25 ottobre 2008 al 30 novembre 2014.
- Maggior numero di pareggi consecutivi: 4, dal 3 aprile 1977 al 19 novembre 1978.
- Maggior numero di partite senza sconfitte: Juventus, 22, serie aperta dal 26 aprile 2015.
- Maggior numero di minuti senza subire reti: Juventus, 931 minuti, dal 24 febbraio 2002 al 30 novembre 2014.[50]
- Numero di campionati di Serie A (girone unico) in cui la Juventus ha vinto sia in casa sia in trasferta: 17.
- Numero di campionati di Serie A (girone unico) in cui il Torino ha vinto sia in casa sia in trasferta: 7.
- Miglior rimonta vincente a favore della Juventus: da 0-2 a 4-2 il 7 marzo 1982.
- Miglior rimonta vincente a favore del Torino: da 0-2 a 3-2 il 27 marzo 1983.
- Miglior rimonta assoluta: Torino, da 0-3 a 3-3 il 14 ottobre 2001.
- Maggior numero di partite consecutive in gol: Juventus, 27,  dal 25 ottobre 2008 al 7 ottobre 2023.
- Autoreti: 14 a favore della Juventus, 9 a favore del Torino. Un solo calciatore ha segnato due volte nella propria porta, è Aldo Ballarin del Torino.
- Più derby disputatisi in un anno solare: 6, di cui 3 di campionato, 2 di Coppa Italia e uno di spareggio per l'ammissione alla Coppa UEFA, nel 1988.
- Più derby disputatisi in una stagione: 5 (1987-1988).
- Record di spettatori: 70 200, Torino-Juventus 0-1 del 28 ottobre 1962.[51]
- La Juventus non ha vinto nemmeno una volta nel decennio 1910-1919, mentre il Torino ha mancato l'affermazione nel decennio 2000-2009. La Juventus ha ottenuto almeno 10 vittorie in quattro decenni differenti mentre il Torino ci è riuscito solo nel decennio 1940-1949.

### Record individuali
- Maggior numero di gol segnati: 14, Giampiero Boniperti (Juventus).
- Maggior numero di presenze: 30, Teobaldo Depetrini dal 18 febbraio 1934 al 25 marzo 1951 (27 con la Juventus e 3 con il Torino) e Giorgio Ferrini (Torino) dal 13 novembre 1960 all'8 dicembre 1974.
- Maggior numero di clean sheet: 11, Dino Zoff (Juventus).
- Maggior numero di espulsioni: 2, Kamil Glik (Torino).
- Maggior numero di ammonizioni: 6, Massimo Bonini (Juventus) e Giuseppe Furino (Juventus).
- Maggior numero di panchine: 31, Giovanni Trapattoni (Juventus).
- Gol più veloce per il Torino: Valentino Mazzola, dopo 1' il 18 giugno 1944.
- Gol più veloce per la Juventus: Giampaolo Menichelli, dopo 3' il 17 novembre 1968.
- Gol più tardivo per la Juventus: Andrea Pirlo, al 90+2' 55" il 30 novembre 2014.
- Gol più tardivo per il Torino: Giovanni Gaddoni, al 90' il 15 gennaio 1939.
- Miglior marcatore della Juventus in un singolo derby: Domenico Poggi, 3 gol il 9 febbraio 1913, e Gianluca Vialli, 3 gol il 3 dicembre 1995.
- Miglior marcatore del Torino in un singolo derby: Hans Kämpfer, 4 gol il 3 febbraio 1907.
- Marcatore in più derby consecutivamente: Felice Borel (Juventus), 6 gol in 6 partite dal 4 dicembre 1932 al 10 marzo 1935.
- Marcatore più giovane della Juventus: Lorenzo Valerio Bona, 17 anni, 2 mesi e 26 giorni l'8 ottobre 1911.
- Marcatore più giovane del Torino: Eugenio Mosso, 17 anni, 3 mesi e 7 giorni il 17 novembre 1912.
- Marcatore più anziano della Juventus: Cristiano Ronaldo, 36 anni, un mese e 26 giorni il 3 aprile 2021.
- Marcatore più anziano del Torino: Vittorio Sentimenti III, 35 anni e 2 mesi il 18 ottobre 1953.
- Imbattibilità del portiere: Gianluigi Buffon (Juventus), 864 minuti.

### Decenni
|                       | Totale gare disputate | Vittorie Juventus | Pareggi | Vittorie Torino | Reti Juventus | Reti Torino |
| 1900-1909             | 7                     | 2                 | 0       | 5               | 9             | 12          |
| 1910-1919             | 10                    | 0                 | 4       | 6               | 15            | 34          |
| 1920-1929             | 7                     | 2                 | 2       | 3               | 7             | 11          |
| 1930-1939             | 22                    | 13                | 6       | 3               | 40            | 19          |
| 1940-1949             | 22                    | 6                 | 6       | 10              | 25            | 34          |
| 1950-1959             | 21                    | 13                | 5       | 3               | 50            | 25          |
| 1960-1969             | 22                    | 8                 | 8       | 6               | 21            | 18          |
| 1970-1979             | 22                    | 6                 | 7       | 9               | 23            | 28          |
| 1980-1989             | 25                    | 11                | 8       | 6               | 29            | 22          |
| 1990-1999             | 15                    | 6                 | 5       | 4               | 24            | 19          |
| 2000-2009             | 9                     | 6                 | 3       | 0               | 17            | 7           |
| 2010-2019             | 17                    | 14                | 2       | 1               | 34            | 8           |
| 2020-2025             | 11                    | 7                 | 4       | 0               | 20            | 8           |
| Totale gare ufficiali | 210                   | 94                | 60      | 56              | 314           | 245         |

### Finali ufficiali
Nelle finali di trofei ufficiali (compresi i tornei da un solo incontro), le due squadre hanno finora fatto registrare i seguenti risultati:
- La Juventus ha prevalso 1 volta:
  - in Coppa Italia 1937-1938 (gara d'andata: Torino-Juventus 1-3; gara di ritorno: Juventus-Torino 2-1).
- Il Torino, invece, non ha ancora prevalso sulla Juventus in una finale di una competizione ufficiale.

## Partite a ranghi unificati

Bruno Garzena, in maglia bianca con fascia gialloblù (i colori della città torinese) affronta Garrincha nel 1955, in un'amichevole al Filadelfia tra il e una selezione mista di juventini e torinisti.

Nella lunga storia delle due maggiori società torinesi, nonostante l'accesa rivalità tra le opposte fazioni, ci furono alcune occasioni in cui giocatori di Juventus e Torino giocarono uniti sotto un'unica divisa per rappresentare la città. Bianconeri e granata hanno infatti dato vita a 19 partite amichevoli a ranghi misti, ossia con una selezione di elementi dei due club, opposta a una diversa formazione rivale.
La maggior parte di questi match si svolsero tra gli anni 10 e 30 del XX secolo: il primo avvenne il 19 aprile 1911 nella piazza d'armi di Torino, dove a conclusione dell'ultima edizione del Sir Thomas Lipton Trophy i calciatori italiani di Juventus e Torino sfidarono gli inglesi del West Auckland Town, questi ultimi vincitori per 4-3; l'ultimo fu invece giocato il 31 maggio 1990, quando in occasione dell'inaugurazione dello stadio delle Alpi in vista del campionato del mondo 1990, la mista bianconerogranata superò 4-3 i lusitani del Porto. La quasi totalità di questi incontri ebbe luogo a Torino, eccezion fatta per quello del 14 febbraio 1932 contro una selezione del sudest francese, che si giocò ad Antibes per l'inaugurazione dello stade du Fort Carré.
| Data              | Città e stadio                     | Evento                                       | Risultato                                      | Colore divisa                                                                                            | Marcatori mista JU-TO                            | Marcatori avversari                                             | Arbitro                           |
| ----------------- | ---------------------------------- | -------------------------------------------- | ---------------------------------------------- | --- | ------------------------------------------------ | --------------------------------------------------------------- | --------------------------------- |
| 19 aprile 1911    | Torino                             |                                              | Mista JU-TO - West Auckland 3-4                | | 10' Berardo 32' Ghiglione 89' Corbelli           | 18' 30' 58' 68' ????                                            | Mario Durante della Juventus      |
| 24 dicembre 1911  | Torino                             | Pro caduti campagna d'Africa                 | Mista JU-TO - Stranieri di Torino 1-1          | | 42' Debernardi I                                 | 38' Rubli                                                       | Harry Goodley                     |
| 13 aprile 1912    | Torino                             |                                              | Mista Ju-TO - Piemonte - English Wanderers 2-7 | azzurra                                                                                                  | 24' Besozzi 30' Simonazzi                        | 3' 23' 80' Woodward 48' 71' Springhorne 60' Fitke 70' MacKinnon | Antonio Scamoni della Juventus    |
| 5 gennaio 1913    | Torino                             |                                              | Mista JU-TO - Nazionale Italiana 4-4           | | Mosso III (3) Ayers                              | Morelli di Popolo (AG) Rizzi Trerè (2)                          |                                   |
| 4 aprile 1915     | Torino                             |                                              | Mista JU-TO - F.C. Berna 1-0                   | | 65' Mosso III                                    |                                                                 | Federico Bollinger del Torino     |
| 14 maggio 1916    | Torino                             | Pro famiglia del soldato                     | Mista JU-TO - Rappresentativa Lombardia 4-3    | | Mattea Berardo Boglietti II Mattea               | Cevenini 3 (1R)                                                 | Antonio Scamoni                   |
| 2 dicembre 1917   | Torino                             | Pro profughi                                 | Mista JU-TO - FIAT 2-2                         | Maglia, calzoncini e calzettoni bianchi                                                                  | 30' Marchi 65' Sardi                             | 35' Gaviglio 80' Mattea                                         | Enrico Debernardi del F.C. Torino |
| 24 dicembre 1920  | Torino                             |                                              | Mista JU-TO - Royal A.C. Madrid 4-1            | Celeste                                                                                                  | 5' Giriodi 23' 43' Backmann 80' Ferraris         | 73' Unanue                                                      | Antonio Scamoni                   |
| 28 marzo 1921     | Torino Stadio di Corso Sebastopoli |                                              | Mista JU-TO - Royal Atletic La Gantoise 1-2    | | 78' (R) Calvi                                    | 35' L. Vanderstraeten 80' J. Vanderstraeten                     | Domenico Enrietti                 |
| 20 settembre 1921 | Torino                             |                                              | Mista JU-TO - U.S. Torinese 0-3                | |                                                  | 37' 58' Motta 59' Berardo                                       | Nino Sganzetta dell'U.S. Torinese |
| 26 dicembre 1923  | Torino                             |                                              | Mista JU-TO - Torenkves 1-1                    | Bianco                                                                                                   | 19' Rosetta                                      | 17' Urik                                                        | Rosetta                           |
| 11 maggio 1924    | Torino Campo Juventus              | Torneo di preparazione olimpionica           | Mista JU-TO - Nazionale olimpica 2-1           | | 30' Pastore 65' Levratto                         | 86' Conti                                                       | Antonio Scamoni di Torino         |
| 8 novembre 1925   | Torino                             | Raccolta fondi per l'ossario del Pasubio     | Mista JU-TO - Squadra divisionale militare 5-6 | | 25' 40' Pennati 47' 56' 63' Pastore              | 33' 50' Derchi 67' 89' Sticco 72' (R) Speroni 77' Chiaberti     | Giuseppe Milano I                 |
| 10 settembre 1926 | Torino                             | Pro Famiglia Karoly                          | Mista JU-TO - Rappresentativa Ungheria 5-1     | | 22' 25' Libonatti 53' Janni 78' 83' Munerati     | 40' Chapkay                                                     | Agostino Montessoro               |
| 30 gennaio 1927   | Torino                             | Coppa Torino                                 | Mista JU-TO - Mista Genoa-Doria 4-3            | Maglia verde                                                                                             | 6' Meneghetti 16' 65' (R) Pastore 37' Martin III | 40' Martin III (aut.) 75' (R) Catto 80' Narizzano               | Monterosso                        |
| 1º gennaio 1930   | Torino                             |                                              | Mista JU-TO - Hungaria Budapest 2-1            | | 22' Libonatti 70' Baloncieri                     | 37' Baratki                                                     | Domenico Enrietti di Torino       |
| 14 febbraio 1932  | Antibes                            | Inaugurazione dello Stadio Olympique Antibes | Mista JU-TO - Francia sudest 2-0               | Maglia, calzoncini e calzettoni blu                                                                      | 34' 38' Silano                                   |                                                                 | Routi (Francia)                   |
| 29 giugno 1955    | Torino Stadio Filadelfia           |                                              | Mista JU-TO - Botafogo 0-4                     | Maglia bianca con striscia orizzontale gialla e blu, calzoncini bianchi, calzettoni blu con bordo giallo |                                                  | 6' Vinicius 52' DIno 56' 79' Garrincha                          | Bonetto di Torino                 |
| 31 maggio 1990    | Torino Stadio delle Alpi           | Inaugurazione dello Stadio delle Alpi        | Mista JU-TO - Porto 4-3                        | Maglia e calzettoni gialli, calzoncini blu                                                               | 9' 16' 41' Haris Skoro 77' Angelo Alessio        | 45' (R) 55' Geraldo 84' Rui Aguas                               | Trentalange di Torino             |